# Liste der Biografien/Herm
Liste der Biografien |
Portal Biografien |
Personensuche
# |
A |
B |
C |
D |
E |
F |
G |
H |
I |
J |
K |
L |
M |
N |
O |
P |
Q |
R |
S |
T |
U |
V |
W |
X |
Y |
Z |
?
 
Ha |
Hd |
He |
Hi |
Hj |
Hk |
Hl |
Hm |
Hn |
Ho |
Hr |
Hs |
Ht |
Hu |
Hv |
Hw |
Hy
 
Hea |
Heb |
Hec |
Hed |
Hee |
Hef |
Heg |
Heh |
Hei |
Hej |
Hek |
Hel |
Hem |
Hen |
Heo |
Hep |
Heq |
Her |
Hes |
Het |
Heu |
Hev |
Hew |
Hex |
Hey |
Hez
 
Hera |
Herb |
Herc |
Herd |
Here |
Herf |
Herg |
Herh |
Heri |
Herj |
Herk |
Herl |
Herm |
Hern |
Hero |
Herp |
Herq |
Herr |
Hers |
Hert |
Heru |
Herv |
Herw |
Herx |
Hery |
Herz
Die Liste der Biografien führt alle Personen auf, die in der deutschsprachigen Wikipedia einen Artikel haben. Dieses ist eine Teilliste mit 693 Einträgen von Personen, deren Namen mit den Buchstaben „Herm“ beginnt.

## Herm
- Herm, Dietrich (1933–2021), deutscher Geologe und Paläontologe
- Herm, Gerhard (1931–2014), deutscher Journalist und Schriftsteller
- Herm, Günter (* 1928), deutscher Politiker (SED)
- Herm, Heinrich (1882–1948), französischer Jurist und Schriftsteller
- Herm, Jannik (* 1991), deutscher Eishockeyspieler
- Herm, Klaus (1925–2014), deutscher Schauspieler
- Herm, Mark (* 1985), US-amerikanischer Pokerspieler
- Herm, Max (1899–1982), deutscher Politiker (KPD, SED), MdR
- Herm, Minna (1906–1993), deutsche Arbeiterin und Widerstandskämpferin

### Herma

#### Hermac
- Hermach, Jiří (1912–2011), tschechischer Philosoph

#### Hermad
- Hermaden, Arthur Winkler von (1858–1934), Heeresoffizier der k.u.k. Armee, zuletzt im Range eines Feldmarschalleutnants

#### Hermag
- Hermagoras, HeiligerHermagoras

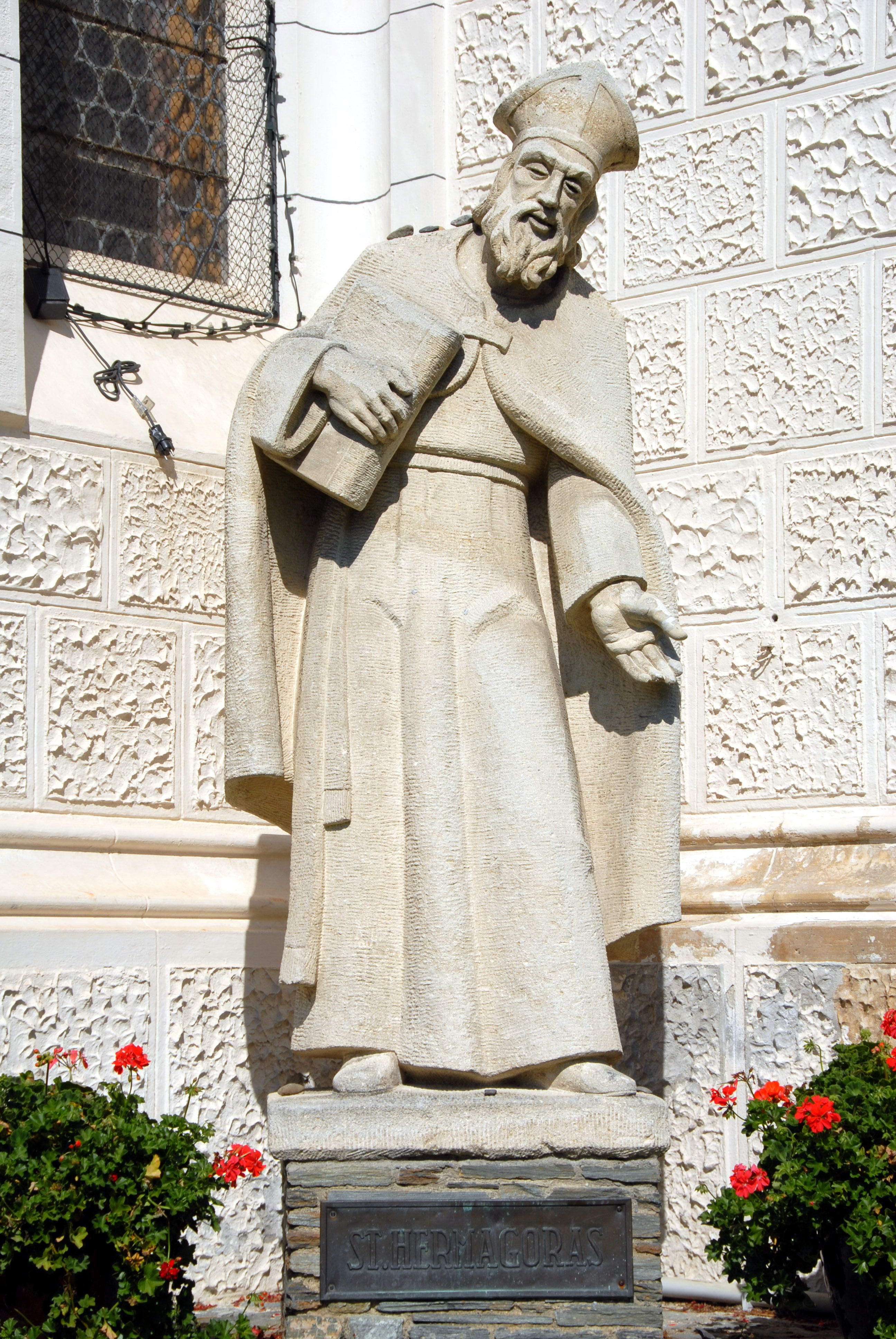
Hermagoras

- Hermagoras von Temnos, griechischer Redelehrer

#### Hermai
- Hermaios, attischer Töpfer
- Hermaios, indo-griechischer König
- Hermaios-Maler, griechischer Vasenmaler des rotfigurigen Stils

#### Herman
- Herman von Alaska († 1836), MissionarHerman von Alaska († 1836)

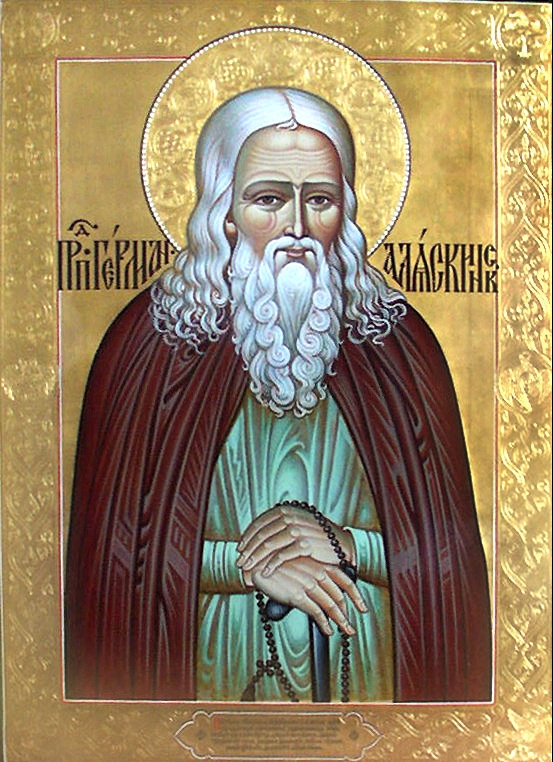
Herman von Alaska († 1836)

- Herman von Limburg († 1416), niederländischer Miniaturmaler
- Herman, Al (1927–1960), US-amerikanischer Automobilrennfahrer
- Herman, Alexis (1947–2025), US-amerikanische Politikerin
- Herman, Alfred (1889–1973), US-amerikanischer Artdirector und Szenenbildner
- Herman, Augustine (1621–1686), Kaufmann, Entdecker, Kartograf
- Herman, Benedict von (1689–1782), schwäbischer Fernhandelskaufmann
- Herman, Benjamin (* 1968), niederländischer Jazzmusiker (Saxophon, Komposition)
- Herman, Billy (1909–1992), US-amerikanischer Baseballspieler und -manager
- Herman, Bonnie, US-amerikanische Pop- und Jazzsängerin
- Herman, Daniel (* 1963), tschechischer Politiker
- Herman, David, kursächsischer Beamter
- Herman, David (* 1967), US-amerikanischer Schauspieler und Synchronsprecher
- Herman, Edward S. (1925–2017), US-amerikanischer Ökonom und Autor
- Herman, Elwira (* 1997), belarussische Hürdenläuferin
- Herman, Eva (* 1958), deutsche Fernsehmoderatorin und AutorinEva Herman (* 1958)

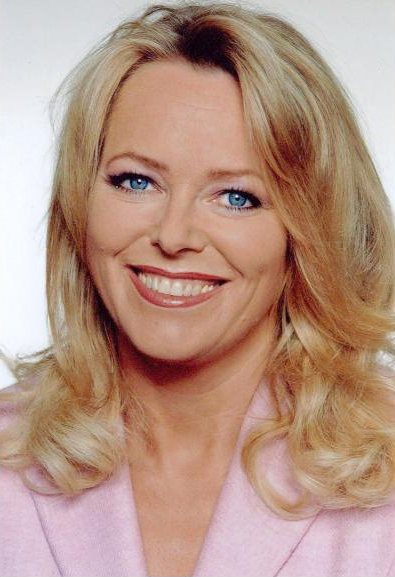
Eva Herman (* 1958)

- Herman, Fernand (1932–2005), belgischer Politiker, MdEP
- Herman, George (1928–2019), US-amerikanischer Autor
- Herman, Hugo von (1817–1890), königlich bayerischer Regierungsbeamter, zuletzt Regierungspräsident von Mittelfranken
- Heřman, Jan (1886–1946), tschechischer Pianist und Musikpädagoge
- Herman, Jerry (1931–2019), US-amerikanischer Komponist des Broadway-Musik-Theaters
- Herman, Jonathan, US-amerikanischer Drehbuchautor
- Herman, József (1924–2005), ungarischer Romanist und Latinist
- Herman, Judith Lewis (* 1942), US-amerikanische Psychiaterin, Hochschullehrerin und Autorin
- Herman, Justin B. (1907–1983), US-amerikanischer Drehbuchautor, Filmregisseur, Filmproduzent und Cartoonist
- Herman, Katarzyna (* 1971), polnische Schauspielerin
- Herman, Keri (* 1982), US-amerikanische Freestyle-Skierin
- Herman, Lee H. (* 1939), US-amerikanischer Koleopterologe
- Herman, Lisa (* 1954), amerikanischer Singer-Songwriterin
- Herman, Mark (* 1954), britischer Filmregisseur
- Herman, Martial (1759–1795), französischer Revolutionär und Richter
- Herman, Michael (1820–1883), österreichischer Politiker
- Herman, Michael (1942–2000), französischer Mathematiker
- Herman, Natalja (* 1963), sowjetische Leichtathletin
- Herman, Nikolaus († 1561), deutscher Kantor, Lehrer und Schöpfer von Kirchenliedern
- Herman, Ottó (1835–1914), ungarischer Naturforscher
- Herman, Paul (* 1941), US-amerikanischer Zehnkämpfer
- Herman, Paul (1946–2022), US-amerikanischer Schauspieler
- Herman, Pete (1896–1973), US-amerikanischer Boxer
- Herman, Petr (* 1974), tschechischer Straßenradrennfahrer
- Herman, Pierre (1910–1990), französischer Politiker, Mitglied der Nationalversammlung
- Herman, Reinhold Ludwig (1849–1919), deutscher Komponist und Dirigent
- Herman, Robert (1914–1997), US-amerikanischer Physiker und Kosmologe
- Herman, Rony (* 1990), österreichischer Schauspieler
- Herman, Russell (1953–1998), südafrikanischer Gitarrist und Musikproduzent
- Herman, Sergio (* 1970), niederländischer KochSergio Herman (* 1970)

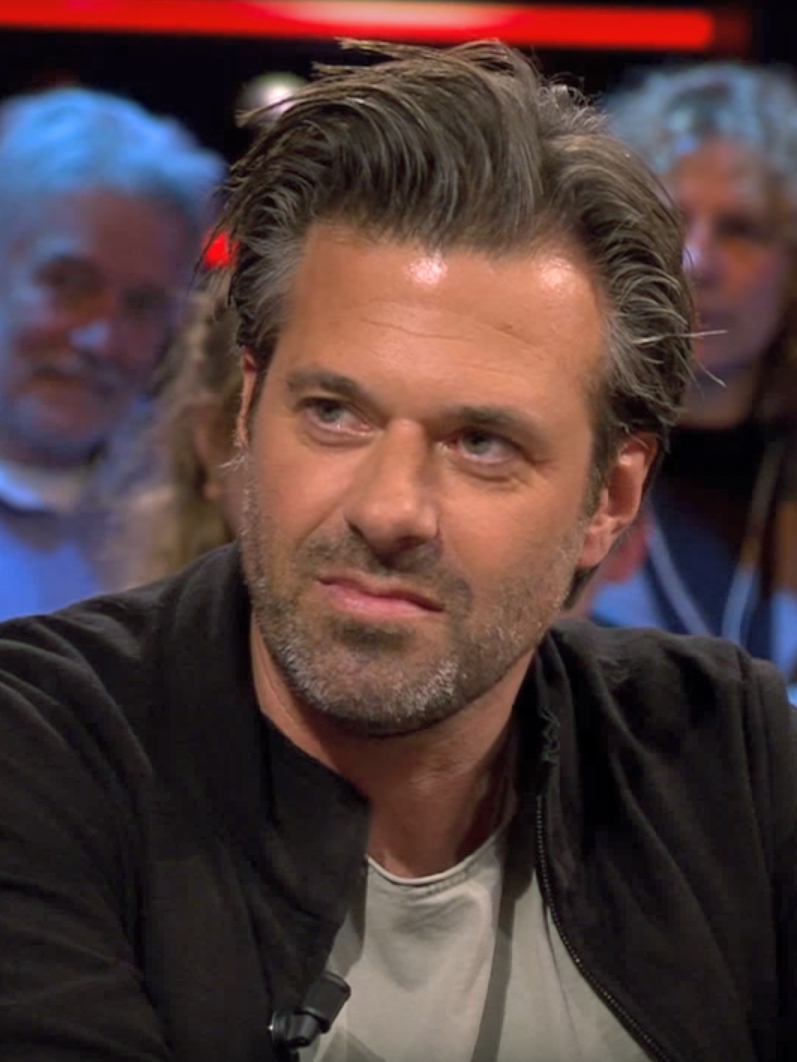
Sergio Herman (* 1970)

- Herman, Stefan (1902–1981), polnischer Geiger und Musikpädagoge
- Herman, Stewart W. (1909–2006), US-amerikanischer lutherischer Geistlicher, Agent und Hochschulrektor
- Herman, Timothy (* 1990), belgischer Speerwerfer
- Heřman, Tomaš (* 1969), tschechischer Fußballspieler
- Herman, Ulf (* 1966), deutscher Wrestler
- Herman, Woody (1913–1987), US-amerikanischer Jazz-Klarinettist, Sänger und Bandleader
- Herman, Yaron (* 1981), israelischer Jazzmusiker
- Herman-Friede, Eugen (1926–2018), deutscher Widerstandskämpfer

##### Hermand
- Hermand, belgischer Schwimmer
- Hermand, Henry (1924–2016), französischer Unternehmer
- Hermand, Jost (1930–2021), deutscher Kultur- und Literaturwissenschaftler
- Hermandsen, Helmer (1871–1958), norwegischer Sportschütze
- Hermandung, Erwin (* 1944), deutscher Fußballspieler

##### Hermane
- Hermanek, Johann (1865–1905), österreichischer Wasserbauingenieur und Hochschullehrer
- Heřmánek, Karel (1947–2024), tschechischer Schauspieler, Synchronsprecher, Theaterregisseur und TheaterbetreiberKarel Heřmánek (1947–2024)

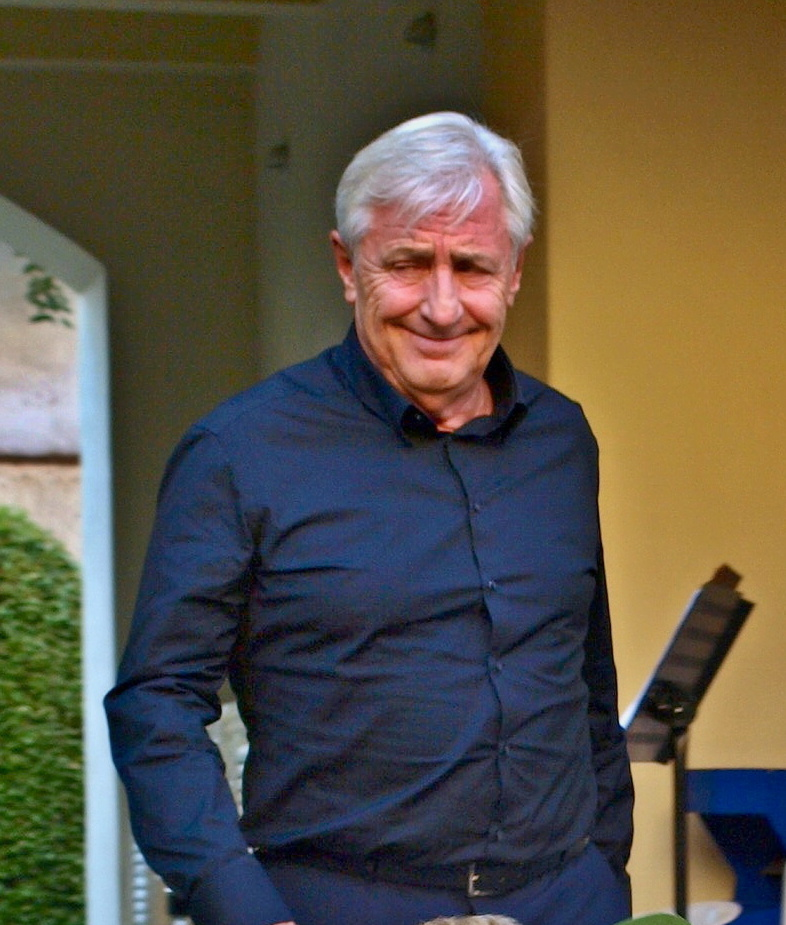
Karel Heřmánek (1947–2024)

- Hermanek, Paul (1924–2020), deutscher Pathologe und Onkologe

##### Hermang
- Hermangard d’Asp († 1192), Großmeister des Johanniterordens

##### Hermani
- Hermanin, Federico (1868–1953), italienischer Kunsthistoriker
- Hermanis, Alvis (* 1965), lettischer Schauspieler, Theaterregisseur, Dramatiker und Intendant des Neuen Theaters Riga
- Hermanis, Jānis (* 1970), lettischer Skilangläufer
- Hermaniuk, Maxim (1911–1996), ukrainischer Geistlicher, Erzbischof von Winnipeg

##### Hermanj
- Hermanjat, Abraham (1862–1932), Schweizer Maler

##### Hermann
- Hermann, Abt des Klosters Waldsassen
- Hermann, deutscher Benediktinerabt
- Hermann († 1035), Erzbischof des Erzbistums Hamburg-Bremen
- Hermann († 1078), Bischof von Sherborne, Bischof von Ramsbury
- Hermann († 1086), Graf im Bardengau
- Hermann († 1122), Bischof von Prag
- Hermann († 1170), deutscher römisch-katholischer Bischof
- Hermann († 1181), Herzog von Kärnten
- Hermann, Graf von Nassau
- Hermann († 1206), Dompropst im Bistum Münster
- Hermann († 1308), Markgraf und Mitregent in Brandenburg
- Hermann (1545–1592), Graf von Holstein-Schaumburg, Bischof von Minden (1567–1582)
- Hermann (1751–1810), deutscher Fürst von Hohenzollern-Hechingen

###### Hermann A
- Hermann Adolf (1616–1666), Graf zu Lippe-Detmold

###### Hermann B
- Hermann Billung († 973), Markgraf und zeitweilig Stellvertreter Ottos I. im Herzogtum SachsenHermann Billung († 973)

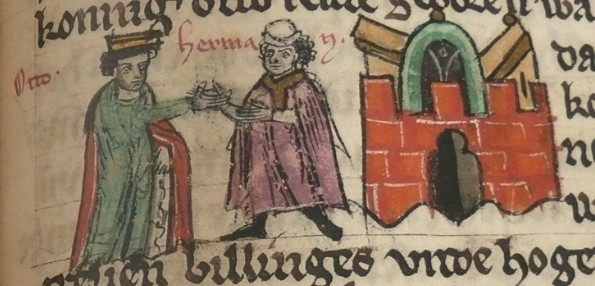
Hermann Billung († 973)

###### Hermann E
- Hermann Egon (1627–1674), Reichsfürst und Obersthofmeister des Kurfürsten von Bayern

###### Hermann F
- Hermann Fortunat (1595–1665), Markgraf von Baden zu Rodemachern
- Hermann Friedrich von Hohenzollern-Hechingen (1665–1733), österreichischer Generalfeldmarschall

###### Hermann G
- Hermann Gunnarsson (1946–2013), isländischer Fußballspieler

###### Hermann H
- Hermann Hreiðarsson (* 1974), isländischer Fußballspieler und -trainer

###### Hermann I
- Hermann I., Zisterzienserabt
- Hermann I. († 949), Herzog von Schwaben
- Hermann I., Graf von Werl
- Hermann I. († 996), Pfalzgraf von Lothringen
- Hermann I. († 1042), deutscher römisch-katholischer Geistlicher; Bischof von Münster (1032–1042)
- Hermann I. († 1065), Abt des Klosters Einsiedeln
- Hermann I. († 1084), Bischof von Bamberg
- Hermann I. († 1222), Abt im Kloster St. Blasien
- Hermann I. († 924), Erzbischof von Köln
- Hermann I. († 1038), Markgraf von Meißen
- Hermann I. († 1074), Markgraf von Verona (1061–1074) und Baden; Graf im Breisgau
- Hermann I., Graf von Ravensberg
- Hermann I. († 1167), Edelherr zur Lippe
- Hermann I. († 1176), Graf aus dem Geschlecht Weimar-Orlamünde
- Hermann I. († 1217), Landgraf von Thüringen, Pfalzgraf von SachsenHermann I. († 1217)
- Hermann I., Graf von Schwalenberg

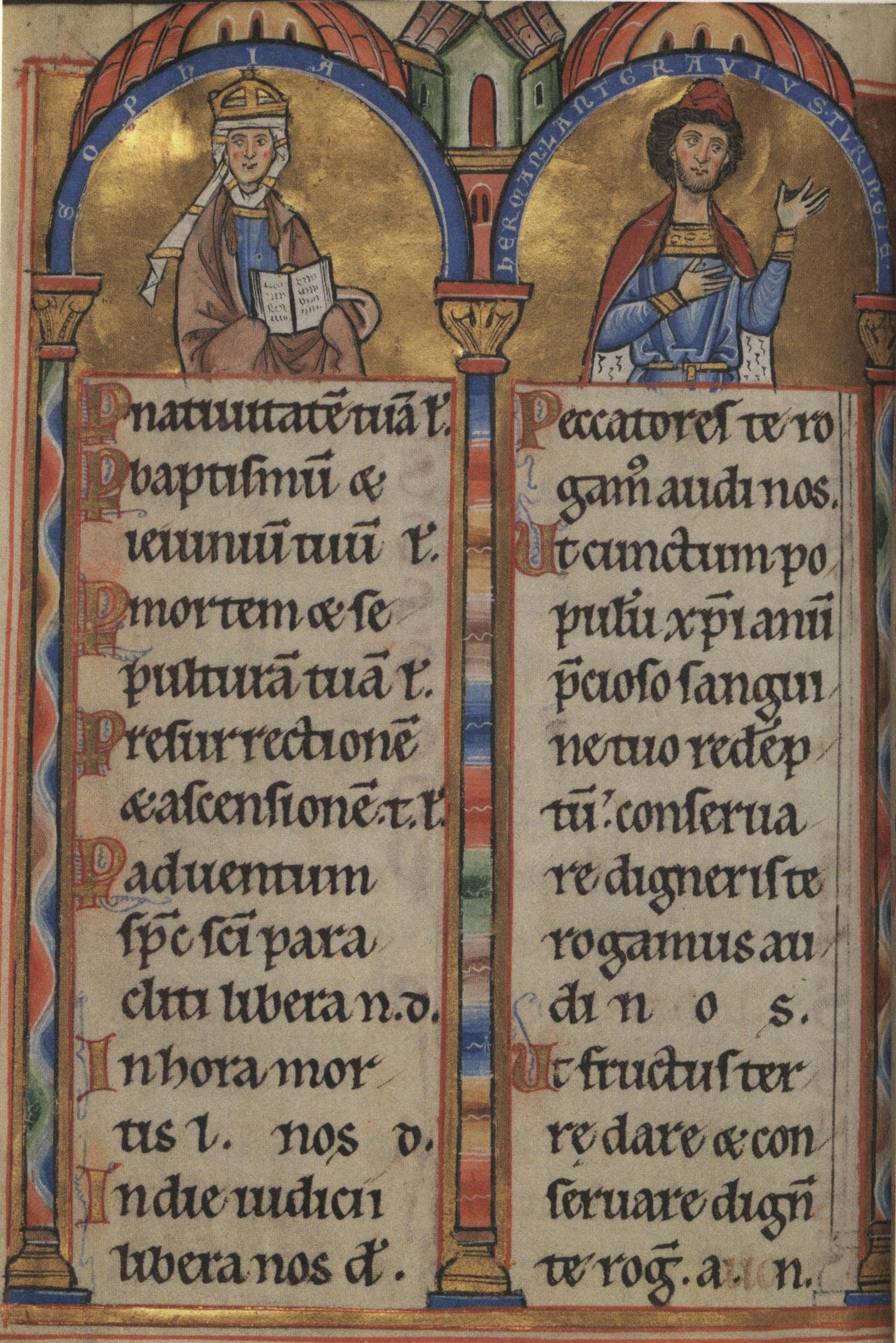
Hermann I. († 1217)

- Hermann I., Regent in der Grafschaft Battenberg
- Hermann I., Herzog von Teck
- Hermann I. († 1385), Graf von Cilli
- Hermann I. Glockengießer († 1353), deutscher Kupferschmied, Geschütz- und Glockengießer
- Hermann I. von Buxthoeven (1163–1248), römisch-katholischer Bischof von Estland
- Hermann I. von Gleiberg, Stammvater der Gleiberger Grafenlinie
- Hermann I. von Henneberg (1224–1290), Graf von Henneberg
- Hermann I. von Hessen, Herr zu Nordeck, Herr zu Grebenstein
- Hermann I. von Holte († 1253), Abt der Benediktinerabtei Corvey (1223–1253)
- Hermann I. von Lobdeburg († 1254), Bischof von Würzburg
- Hermann I. von Lohn († 1252), sechster Graf der Herrschaft Lohn
- Hermann I. von Schladen, Domherr und seit 1253 Scholastikus in Magdeburg, Bischof im Bistum Schwerin (1263–1291)
- Hermann I. von Winzenburg, deutscher Adliger, Graf von Reinhausen-Winzenburg (1109–1138), Graf von Windberg und Radelberg, Vogt von Formbach und Göttweig
- Hermann I. zu Castell, deutscher Landesherr
- Hermann II. († 1003), Herzog von Schwaben
- Hermann II. († 1177), Bischof von Bamberg
- Hermann II., Abt im Kloster St. Blasien
- Hermann II., Edelherr von Rüdenberg
- Hermann II. († 1306), deutscher Zisterzienserabt
- Hermann II. († 1025), Graf von Werl
- Hermann II. († 1056), Erzbischof von Köln
- Hermann II. († 1085), Pfalzgraf von Lothringen, Graf im Zülpichgau, Ruhrgau und Brabant
- Hermann II. († 1130), Markgraf von Baden (1074–1130)
- Hermann II. (1087–1135), deutscher Adliger
- Hermann II. († 1221), Graf von Ravensberg
- Hermann II. (1175–1229), Regent des Hauses Lippe (1196–1229)
- Hermann II. († 1247), Graf von Weimar-Orlamünde
- Hermann II. (1222–1241), deutscher Adliger, Landgraf von Thüringen (1227–1241)Hermann II. (1222–1241)

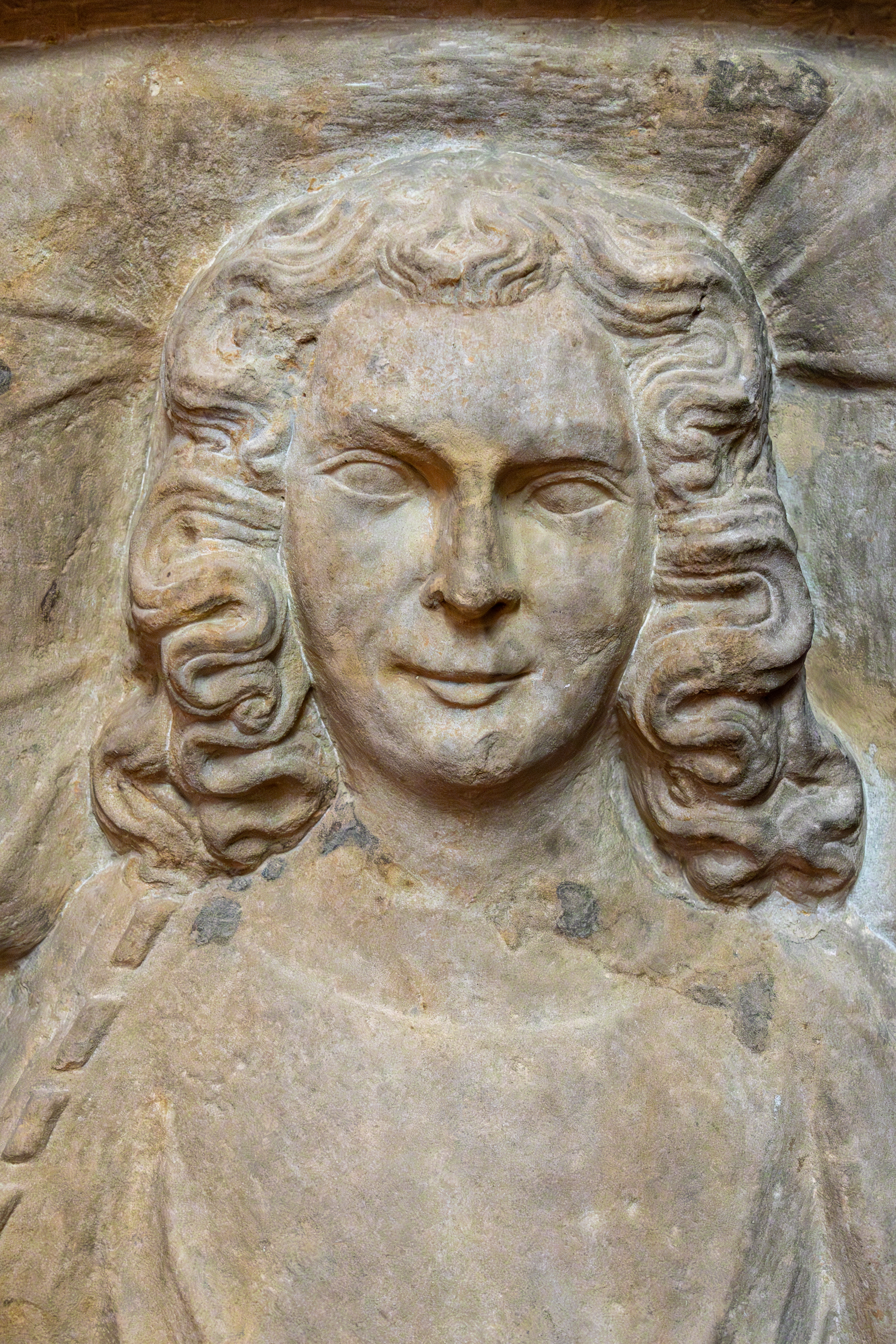
Hermann II. (1222–1241)

- Hermann II. (1277–1314), Graf von Battenberg
- Hermann II. († 1413), Landgraf von Hessen
- Hermann II. (1365–1435), Graf von Cilli und Ban von SlawonienHermann II. (1365–1435)

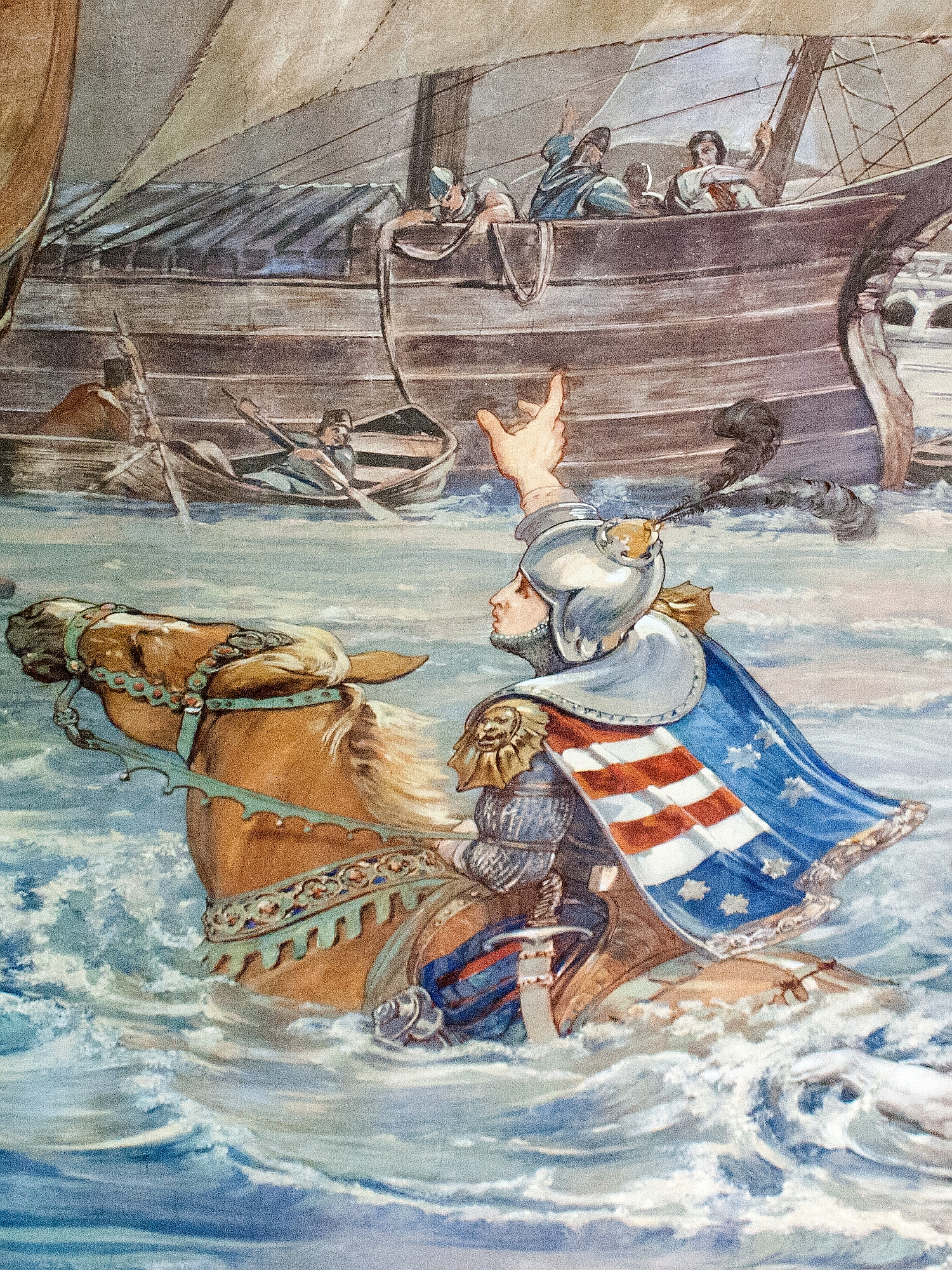
Hermann II. (1365–1435)

- Hermann II. Glockengießer († 1389), deutscher Glockengießer
- Hermann II. Hummel von Lichtenberg († 1335), Bischof von Würzburg (1333–1335)
- Hermann II. Riedesel zu Eisenbach († 1463), Gründer der Herrschaft Riedesel
- Hermann II. von Buchenau († 1449), Fürstabt von Fulda
- Hermann II. von Buxhoeveden (1230–1285), römisch-katholischer Bischof von Estland
- Hermann II. von Gleiberg, Graf von Gleiberg
- Hermann II. von Katzenelnbogen († 1203), deutscher römisch-katholischer Geistlicher; Bischof von Münster (1174–1203)
- Hermann II. von Lohn († 1316), letzter Graf der Herrschaft Lohn und letzter seines Geschlechtes
- Hermann II. von Winzenburg († 1152), Graf von Winzenburg
- Hermann II. Wesel († 1563), deutscher römisch-katholischer Geistlicher, Bischof von Dorpat
- Hermann II. zu Castell, deutscher Landesherr
- Hermann III. († 1012), Herzog von Schwaben (1003–1012)
- Hermann III., Graf von Werl
- Hermann III. († 1160), Markgraf von Baden (1130–1160); Markgraf von Verona (1151–1160)
- Hermann III. († 1283), Graf aus dem Geschlecht Weimar-Orlamünde
- Hermann III. († 1274), Herrscher von Lippe
- Hermann III. Köppen († 1444), Bischof von Schwerin
- Hermann III. von Hochstaden († 1099), Erzbischof des Erzbistums Köln
- Hermann III. von Kottenheim († 1447), Zisterzienserabt
- Hermann IV. († 1319), Graf aus dem Geschlecht Weimar-Orlamünde
- Hermann IV. († 1038), Herzog von Schwaben
- Hermann IV. († 1190), Markgraf von Baden (1160–1190); Titular-Markgraf von Verona
- Hermann IV. (1607–1658), Landgraf von Hessen-Rotenburg
- Hermann IV. von Saffenberg (1027–1091), Graf von Saffenburg; Graf von Nörvenich
- Hermann IX. († 1353), Markgraf von Baden (1333–1353)

###### Hermann J
- Hermann Jónasson (1858–1923), isländischer Agronom, Politiker und Autor
- Hermann Jónasson (1896–1976), isländischer Politiker
- Hermann Joseph von Steinfeld, katholischer Heiliger

###### Hermann M
- Hermann Morneweg († 1338), Bürgermeister der Hansestadt Lübeck

###### Hermann O
- Hermann Otto (1627–1660), hessischer Adliger

###### Hermann P
- Hermann Pálsson (1921–2002), isländischer Keltologe, Skandinavist und Übersetzer

###### Hermann S
- Hermann Stefánsson (* 1968), isländischer Schriftsteller und Musiker

###### Hermann V
- Hermann V. († 1243), Markgraf von Verona und Baden (1190–1243)
- Hermann VI. († 1372), Graf aus dem Geschlecht Weimar-Orlamünde
- Hermann VI. († 1250), Markgraf von Baden (1243–1247); Herzog von Österreich (1248–1249)
- Hermann VII. (1266–1291), Markgraf von Baden
- Hermann von Aldendorp, Domherr in Münster
- Hermann von Arbon († 1165), Bischof von Konstanz (1138–1165)
- Hermann von Billerbeck, römisch-katholischer Geistlicher, Domherr in Münster
- Hermann von Bonstetten († 1360), Abt des Benediktinerklosters St. Gallen
- Hermann von Bremen († 1035), Erzbischof von Bremen-Hamburg und Politiker
- Hermann von Büderich, Domherr in Münster
- Hermann von Büren, Domherr in Münster
- Hermann von Büren († 1454), Domherr in Münster
- Hermann von Carinthia, Philosoph, Astronom, Astrologe, Mathematiker, Übersetzer und Autor
- Hermann von Cilli (1383–1421), Fürstbischof von Freising
- Hermann von Didinghoven († 1263), Dompropst im Bistum Münster
- Hermann von Dremborn, deutscher Schöffe und Bürgermeister der Freien Reichsstadt Aachen
- Hermann von Eenham († 1029), Markgraf von Eenham, Graf von Verdun
- Hermann von Eppenstein († 1087), Passauer Gegenbischof
- Hermann von Friedingen († 1189), Bischof von Konstanz
- Hermann von Fritzlar, deutscher Mystiker
- Hermann von Gleichen († 1289), Bischof von Cammin
- Hermann von Goch († 1398), deutscher Kleriker und Patrizier
- Hermann von Graes (* 1385), Domherr in Münster und Osnabrück
- Hermann von Hatzfeld (1527–1600), kurkölnischer Rat, Drost zu Balve, Amtmann von Bilstein und Schönstein
- Hermann von Heiligenhafen, Mediziner
- Hermann von Hermannsthal, Franz (1799–1875), österreichischer Dichter und Beamter
- Hermann von Hessen († 1508), Erzbischof von Köln und Fürstbischof von PaderbornHermann von Hessen († 1508)

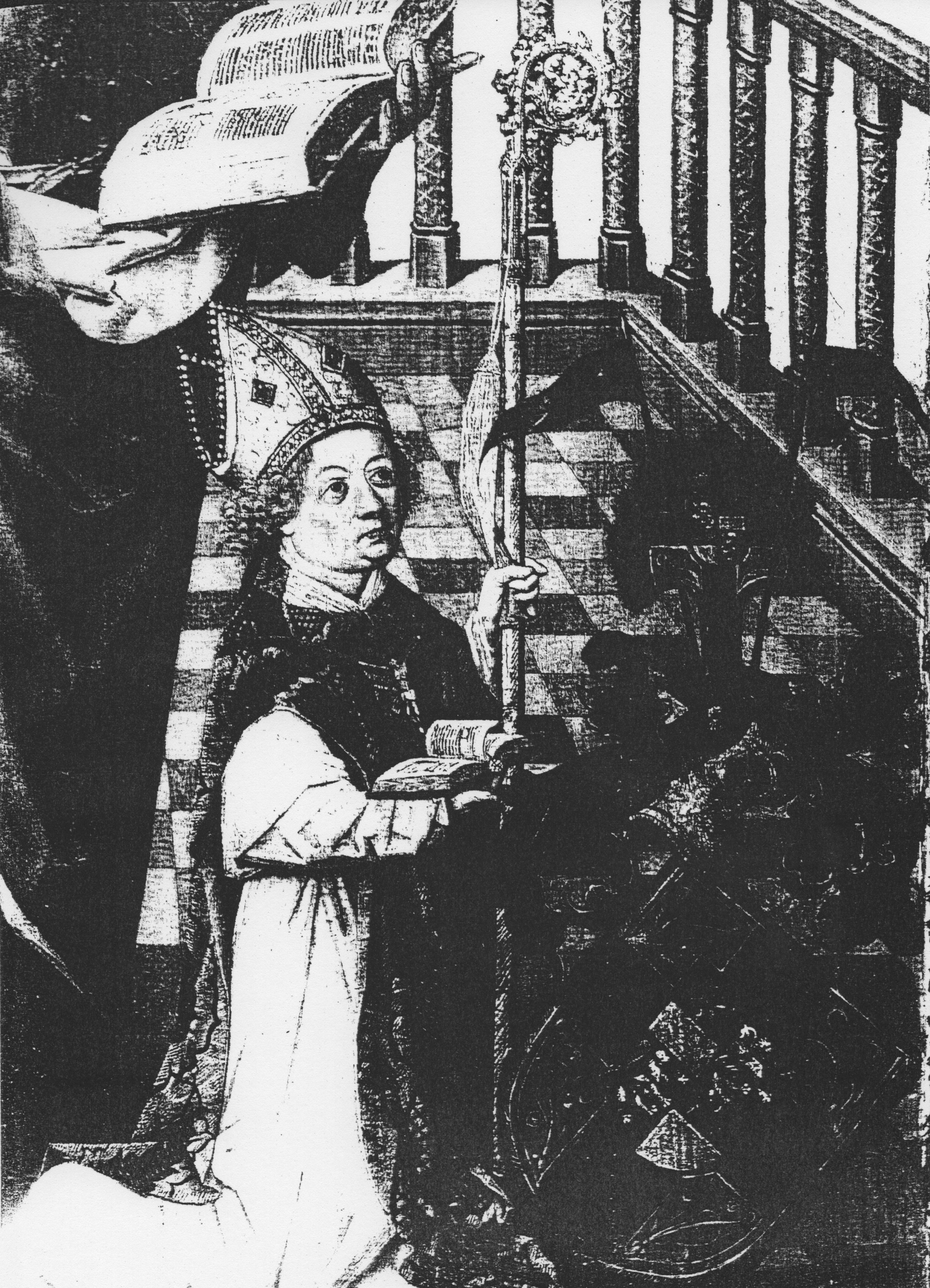
Hermann von Hessen († 1508)

- Hermann von Holte, Domherr in Münster
- Hermann von Horn († 1156), Bischof von Utrecht
- Hermann von Hövel, Domherr und Domdechant in Münster
- Hermann von Höxter († 1396), deutscher Mediziner, Professor der Medizin
- Hermann von Keppel, Domherr und Domscholaster in Münster
- Hermann von Köln, jüdischer Konvertit, Prämonstratenserchorherr
- Hermann von Langen († 1491), Domherr in Münster
- Hermann von Langen (1417–1484), Domdechant in Münster
- Hermann von Lerbeck, gelehrter Dominikaner und Chronist
- Hermann von Limburg († 1374), Domherr in Münster und Köln
- Hermann von Lüchow, Schreiber und Protonotar in der Mark Brandenburg
- Hermann von Lüdinghausen, Domdechant und Domherr in Münster
- Hermann von Marienstatt (* 1150), Zisterziensermönch und der Gründerabt von Kloster Heisterbach und der Abtei Marienstatt
- Hermann von Mengersen, Drost in Rodenberg und Sachsenhagen
- Hermann von Merveldt, Domherr in Münster
- Hermann von Metz († 1090), Bischof von Metz
- Hermann von Minden, Provinzial der Dominikaner
- Hermann von Mons, Graf von Mons (Bergen) und des südlichen Teils von Brabant sowie Markgraf von Valenciennes
- Hermann von Münster, Domherr in Münster, römisch-katholischer Geistlicher
- Hermann von Münster († 1449), Domherr in Münster
- Hermann von Münster († 1392), gotischer Glasmaler
- Hermann von Niederaltaich († 1275), Chronist und Abt von Niederaltaich
- Hermann von Ortenburg (1147–1200), Bischof von Gurk
- Hermann von Osenbrügge, Ratsherr und Diplomat der Hansestadt Lübeck
- Hermann von Prag († 1349), Bischof von Ermland
- Hermann von Praunheim, Dekan des Stiftskapitels von St. Peter und Alexander in Aschaffenburg
- Hermann von Ravensberg († 1265), Domherr in Münster
- Hermann von Reichenau (1013–1054), mittelalterlicher Gelehrter, Dichter und KomponistHermann von Reichenau (1013–1054)

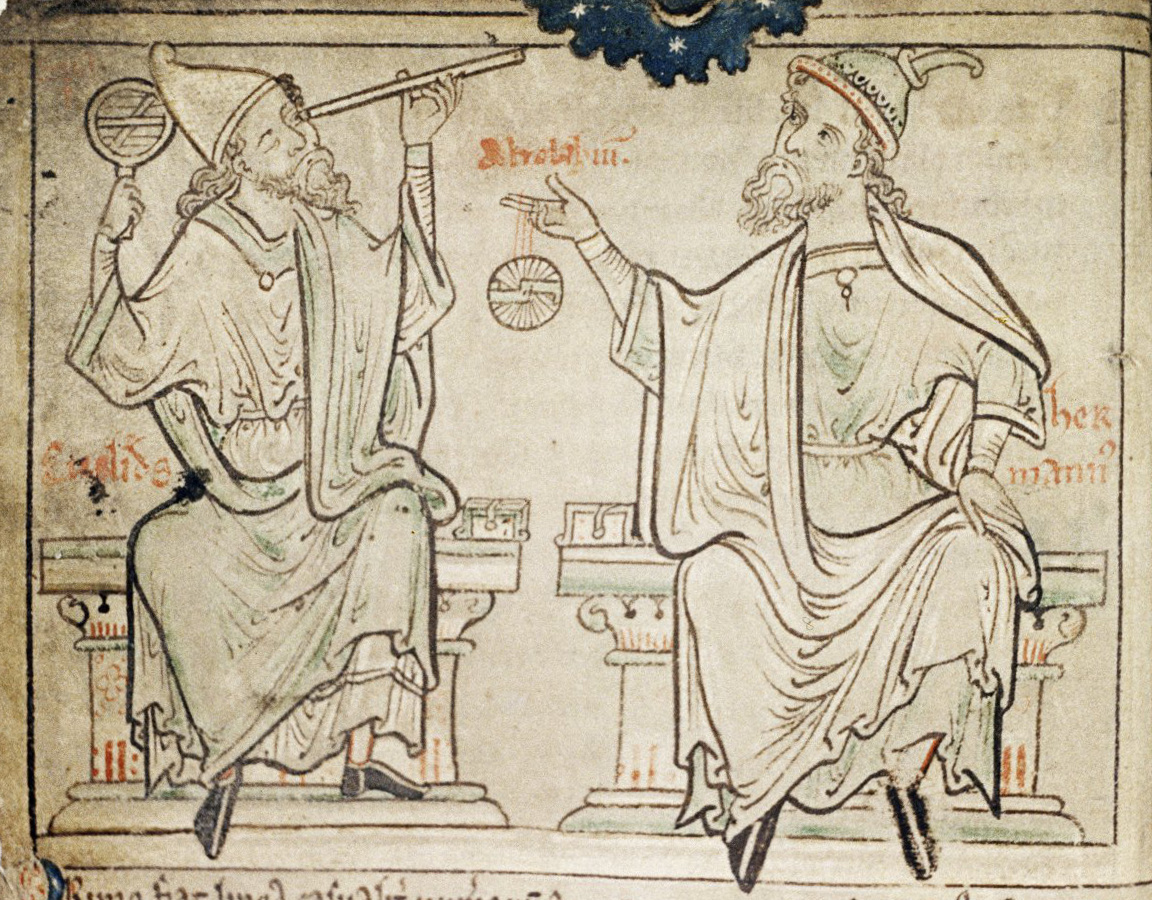
Hermann von Reichenau (1013–1054)

- Hermann von Rein, Mönch, Priester und Prediger
- Hermann von Rethem († 1507), Weihbischof im Erzbistum Bremen
- Hermann von Sachsenheim († 1458), mittelhochdeutscher Dichter
- Hermann von Salm († 1088), Adliger und Gegenkönig
- Hermann von Salza († 1239), Hochmeister des Deutschen Ordens und PolitikerHermann von Salza († 1239)

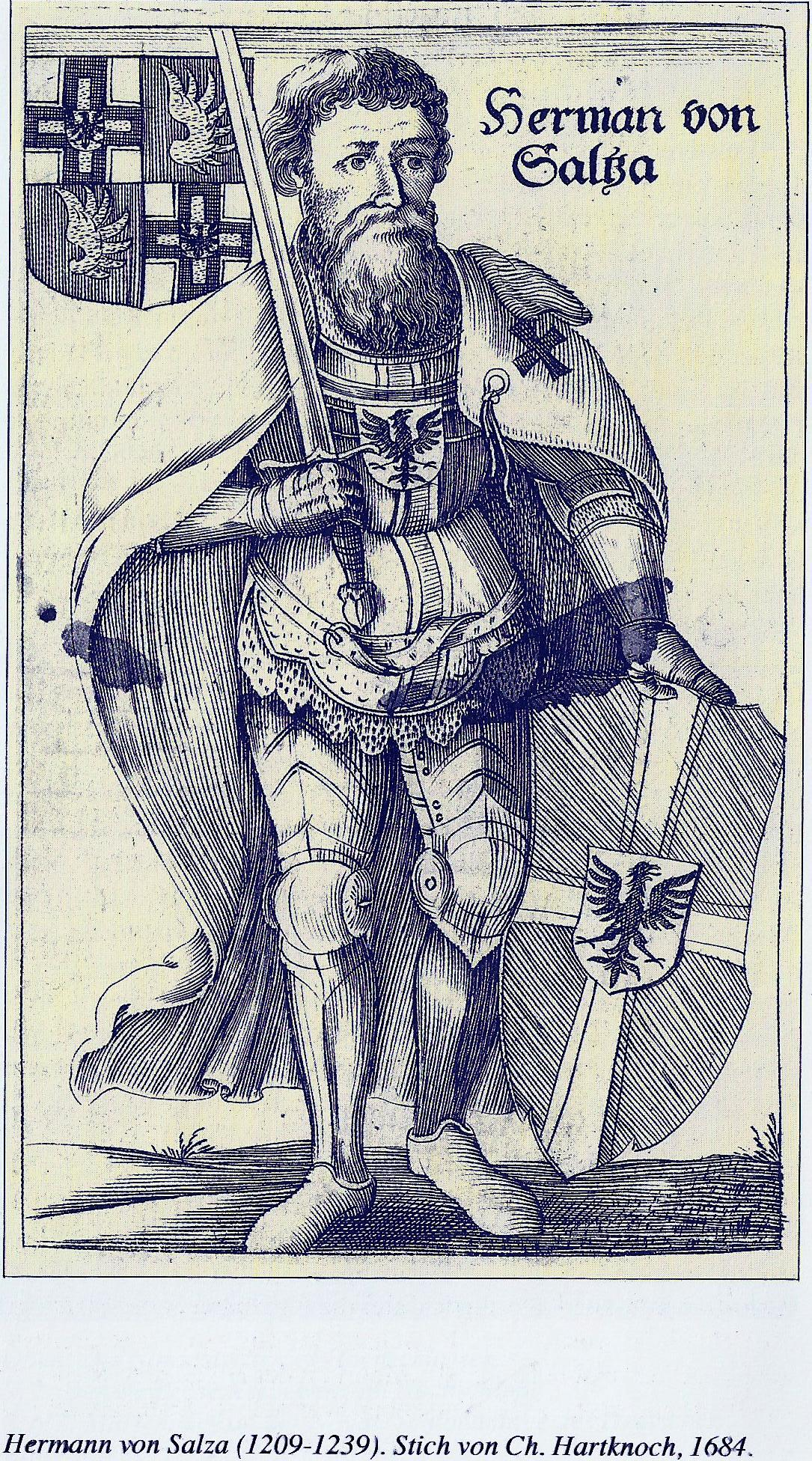
Hermann von Salza († 1239)

- Hermann von Schildesche († 1357), Augustiner-Eremit und theologischer Schriftsteller
- Hermann von Schillingsfürst, Fürstbischof von Eichstätt
- Hermann von Schwerin, Dompropst zu Hamburg, Gegenbischof im Bistum Schwerin
- Hermann von Spaichingen († 1211), Abt der Reichenau
- Hermann von Spanheim († 1118), Burggraf von Magdeburg
- Hermann von St. Pölten, österreichischer Politiker und Bürgermeister Wiens
- Hermann von Stahleck († 1156), Pfalzgraf bei Rhein
- Hermann von Strünkede, Vizedominus und Domherr in Münster
- Hermann von Sulz († 1429), deutscher Adliger, Graf, Landvogt und Hauptmann
- Hermann von Tournai, Benediktinermönch, Chronist und Abt
- Hermann von Verden († 1167), Bischof von Verden
- Hermann von Wartberge, Chronist Livlands
- Hermann von Weimar-Orlamünde, Graf von Weimar-Orlamünde
- Hermann von Werberg († 1371), Herrenmeister des Johanniterorden der Balley Brandenburg
- Hermann von Wevort, Domherr in Münster und katholischer Geistlicher
- Hermann von Wüllen, Domherr in Münster
- Hermann von Württemberg, württembergischer Adliger

###### Hermann W
- Hermann Walther von Kolberg, deutscher Bildschnitzer und Glasmaler

###### Hermann Z
- Hermann zu Solms-Hohensolms-Lich (1838–1899), deutscher Standesherr und Politiker
- Hermann zur Lippe, Herr der Herrschaft Lippe
- Hermann zur Lippe, Edelherr der Herrschaft Lippe

###### Hermann,
- Hermann, Adrian (* 1981), deutscher Religionswissenschaftler
- Hermann, Agnes (* 1875), deutsche Opernsängerin (Alt) und Gesangspädagogin
- Hermann, Alexander (* 1991), österreichischer Handballspieler
- Hermann, Alfred (1904–1967), deutscher Ägyptologe
- Hermann, Alois von (1801–1876), bayerischer Verwaltungsbeamter
- Hermann, Andreas (* 1983), deutscher Tontechniker und Nebendarsteller
- Hermann, Armin (1933–2024), deutscher Physiker und Wissenschaftshistoriker
- Hermann, Arthur (1893–1958), französischer Turner
- Hermann, Arthur (* 1944), deutsch-litauischer Autor, Herausgeber und Historiker
- Hermann, August (1835–1906), deutscher Lehrer, Turninspektor und plattdeutscher Dichter
- Hermann, August (1851–1937), deutscher Parlamentarier und Rittergutsbesitzer im Fürstentum Reuß älterer Linie
- Hermann, Balthasar (1665–1729), deutscher Maler des Barocks
- Hermann, Bernhard (* 1949), deutscher Hörfunkjournalist
- Hermann, Binger (1843–1926), US-amerikanischer Politiker
- Hermann, Carina (* 1984), deutsche Politikerin (CDU), MdLCarina Hermann (* 1984)

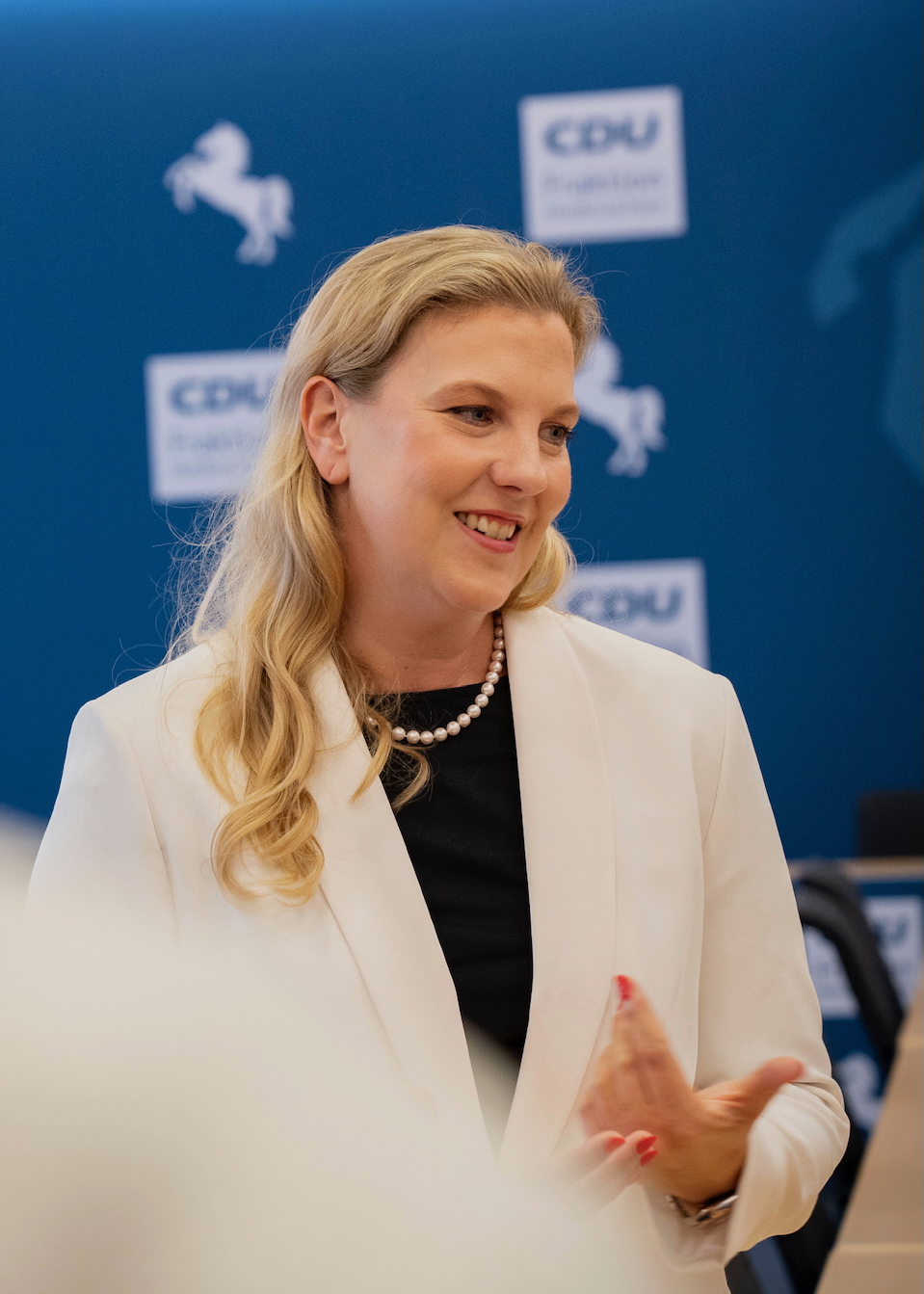
Carina Hermann (* 1984)

- Hermann, Carl (1863–1924), estnischer Übersetzer
- Hermann, Carl (1898–1961), deutscher Physiker, Professor für Kristallographie
- Hermann, Carl (1918–1986), österreichischer Bildhauer und Mitbegründer der Weitwanderbewegung
- Hermann, Carl Heinrich (1802–1880), deutscher Freskomaler
- Hermann, Carl Samuel (1765–1846), deutscher Apotheker und Chemiefabrikant
- Hermann, Carolina (* 1988), deutsche Eiskunstläuferin
- Hermann, Cašpar (1871–1934), deutscher Steindrucker und Lithograf
- Hermann, Charles (1906–1966), kanadischer Leichtathlet und Canadian-Football-Spieler
- Hermann, Charles F. (* 1938), US-amerikanischer Politikwissenschaftler und Hochschullehrer
- Hermann, Christian Gottfried (1743–1813), sächsischer Jurist und Bürgermeister von Leipzig
- Hermann, Christian Ludwig († 1751), deutscher Baumeister
- Hermann, Claudine (1945–2021), französische Physikerin
- Hermann, Conrad (1819–1897), deutscher Philosoph und Hochschullehrer
- Hermann, Corrie (* 1932), niederländische Ärztin und Politikerin
- Hermann, Dagmar (1918–1997), österreichische Opernsängerin (Alt)
- Hermann, Daniel († 1601), deutscher Humanist und Dichter
- Hermann, Daniel (* 1986), deutscher Eiskunstläufer
- Hermann, David (* 1977), deutscher Opernregisseur
- Hermann, Dieter (1941–2022), deutscher Leichtathlet und Leichtathletiktrainer
- Hermann, Dieter (* 1951), deutscher Soziologe und Kriminologe
- Hermann, Eduard (1869–1950), Linguist
- Hermann, Eduard (1887–1960), estnischer Geher
- Hermann, Eduard (1903–1964), deutscher Schauspieler, Hörspielregisseur und Hörspielsprecher
- Hermann, Einar (1878–1953), dänischer Turner
- Hermann, Elfriede (1960–2025), deutsche Ethnologin
- Hermann, Elmar (* 1978), deutscher bildender Künstler
- Hermann, Emanuel, Schweizer Beamter
- Hermann, Erich (1911–1984), deutscher Humorist, Parodist, Sänger, Volksschauspieler
- Hermann, Erich (1914–1933), deutscher Kommunist
- Hermann, Ernst (* 1882), deutscher Politiker (SPD)
- Hermann, Eva (1900–1997), deutsche Gerechte unter den Völkern
- Hermann, Eva-Katrin (* 1979), deutsche Schauspielerin, Autorin und Regisseurin
- Hermann, Felix (1907–1985), Geologe und Schriftsteller
- Hermann, Florian (1822–1892), deutsch-polnischer Komponist
- Hermann, Franz (1904–1993), deutscher Theologe, Volkswirt und Politiker (CDU), MdL
- Hermann, Franz Benedikt (1664–1735), deutscher Maler und Freskant
- Hermann, Franz Benedikt (1755–1815), österreichischer Bergbau- und Verhüttungs-Fachmann in russischen Diensten
- Hermann, Franz Georg (1692–1768), deutscher Maler
- Hermann, Franz Georg der Ältere (1640–1689), deutscher Maler
- Hermann, Franz Jakob (1717–1786), Schweizer römisch-katholischer Geistlicher, Bibliothekar und Heimatforscher
- Hermann, Franz Ludwig (1723–1791), deutscher Maler und Freskant
- Hermann, Friedrich (1859–1920), deutscher Mediziner und Entomologe
- Hermann, Friedrich (1880–1937), deutscher Konteradmiral der Reichsmarine
- Hermann, Friedrich Karl (1913–1997), österreichischer römisch-katholischer Geistlicher und Professor für Kirchengeschichte
- Hermann, Friedrich von (1795–1868), deutscher Nationalökonom und Wirtschaftsstatistiker
- Hermann, Friedrich Wilhelm (1774–1822), deutscher Jurist
- Hermann, Fritz (1859–1943), nationalliberaler badischer Verwaltungsbeamter und ehemaliger Bürgermeister
- Hermann, Georg (1871–1943), deutscher SchriftstellerGeorg Hermann (1871–1943)

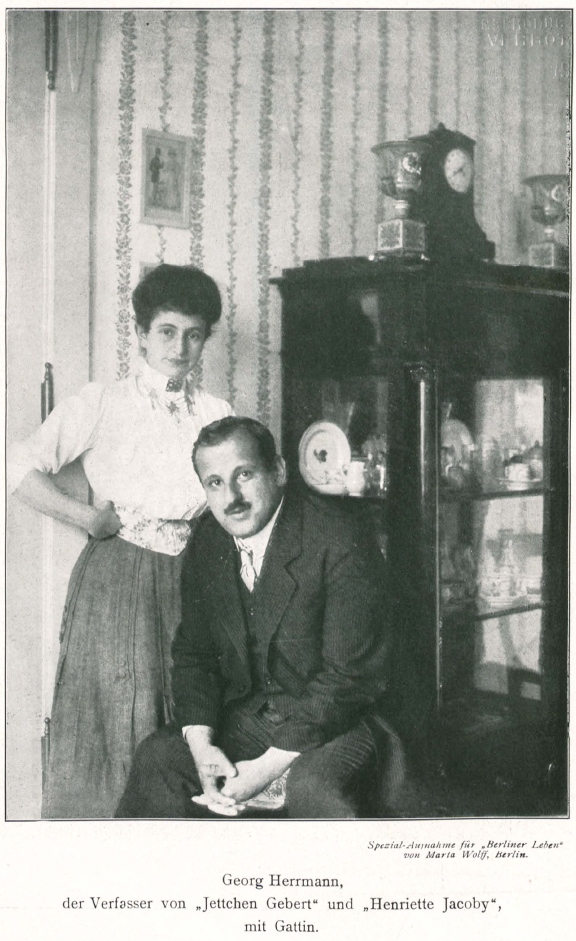
Georg Hermann (1871–1943)

- Hermann, Gottfried (1772–1848), deutscher klassischer Philologe
- Hermann, Gottfried (1910–1976), österreichischer Turner
- Hermann, Grete (1901–1984), deutsche Physikerin und Philosophin
- Hermann, Günter (* 1960), deutscher Fußballspieler
- Hermann, Günther (1956–2020), deutscher Maler und Grafiker
- Hermann, Gustav (1876–1951), deutscher Politiker (SPD), Oberbürgermeister
- Hermann, Hans (1870–1931), deutscher Komponist
- Hermann, Hans (1877–1914), deutscher Architekt
- Hermann, Hans (1885–1980), siebenbürgischer Maler, Grafiker, Zeichner und Kunsterzieher
- Hermann, Hans Rudolph (1805–1879), deutsch-russischer Chemiker und Mineraloge
- Hermann, Hans-Dieter (* 1960), deutscher Psychologe
- Hermann, Hans-Georg (* 1963), deutscher Rechtswissenschaftler
- Hermann, Hans-Jürgen (* 1948), deutscher Fußballspieler
- Hermann, Hardy (* 1961), deutscher Tanzsportler
- Hermann, Heinrich (1793–1865), österreichischer römisch-katholischer Geistlicher und Historiker
- Hermann, Heinz (1915–1996), deutscher Leichtathlet
- Hermann, Heinz (* 1958), Schweizer Fussballnationalspieler und FussballtrainerHeinz Hermann (* 1958)

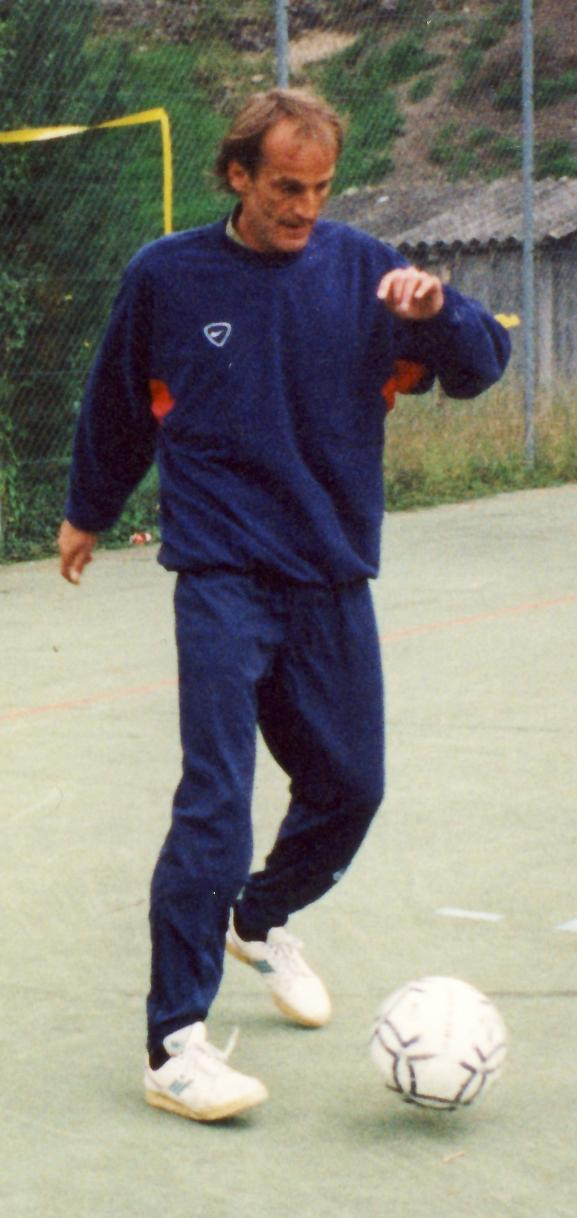
Heinz Hermann (* 1958)

- Hermann, Heinz von (* 1936), österreichischer Jazzmusiker
- Hermann, Helmut (* 1966), deutscher Fußballspieler
- Hermann, Hermann (1870–1933), österreichischer Politiker (SDAPDÖ), Landtagsabgeordneter, Abgeordneter zum Nationalrat
- Hermann, Hermann Julius (1869–1953), österreichischer Kunsthistoriker
- Hermann, Imre (1889–1984), ungarischer Psychoanalytiker
- Hermann, Irm (1942–2020), deutsche Schauspielerin und HörspielsprecherinIrm Hermann (1942–2020)

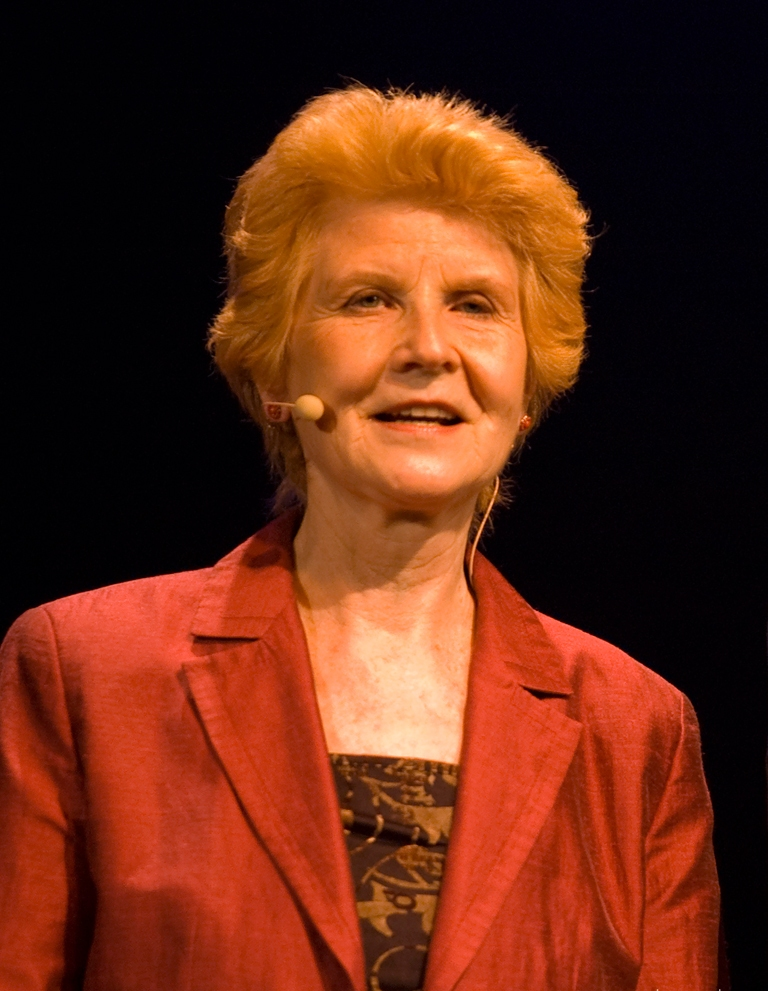
Irm Hermann (1942–2020)

- Hermann, Isabella (* 1984), deutsche Politikwissenschaftlerin und Sachbuchautorin
- Hermann, Iwan Andrejewitsch (1875–1933), russischer Architekt
- Hermann, Jacob, deutscher Rugbyspieler
- Hermann, Jakob (1678–1733), Schweizer Mathematiker
- Hermann, Jakob (1872–1952), deutscher Politiker (Zentrum, CDU), MdL
- Hermann, Jeff, Filmproduzent
- Hermann, Johann, deutscher Kirchenlieddichter
- Hermann, Johann (1527–1605), deutscher Mediziner
- Hermann, Johann (1738–1800), französischer Arzt, Naturforscher, Zoologe und Autor
- Hermann, Johann Baptista, deutscher Arzt und Mitglied der „Leopoldina“
- Hermann, Johann Bernhard (1761–1790), deutscher Intellektueller
- Hermann, Johann Gottfried (1707–1791), deutscher lutherischer Theologe und sächsischer Oberhofprediger
- Hermann, Johann Jacob (1844–1899), Bürgermeister, Mitglied des Provinziallandtages der Provinz Hessen-Nassau
- Hermann, Johann von (1800–1890), österreichischer Pädagoge
- Hermann, Judith (* 1970), deutsche SchriftstellerinJudith Hermann (* 1970)

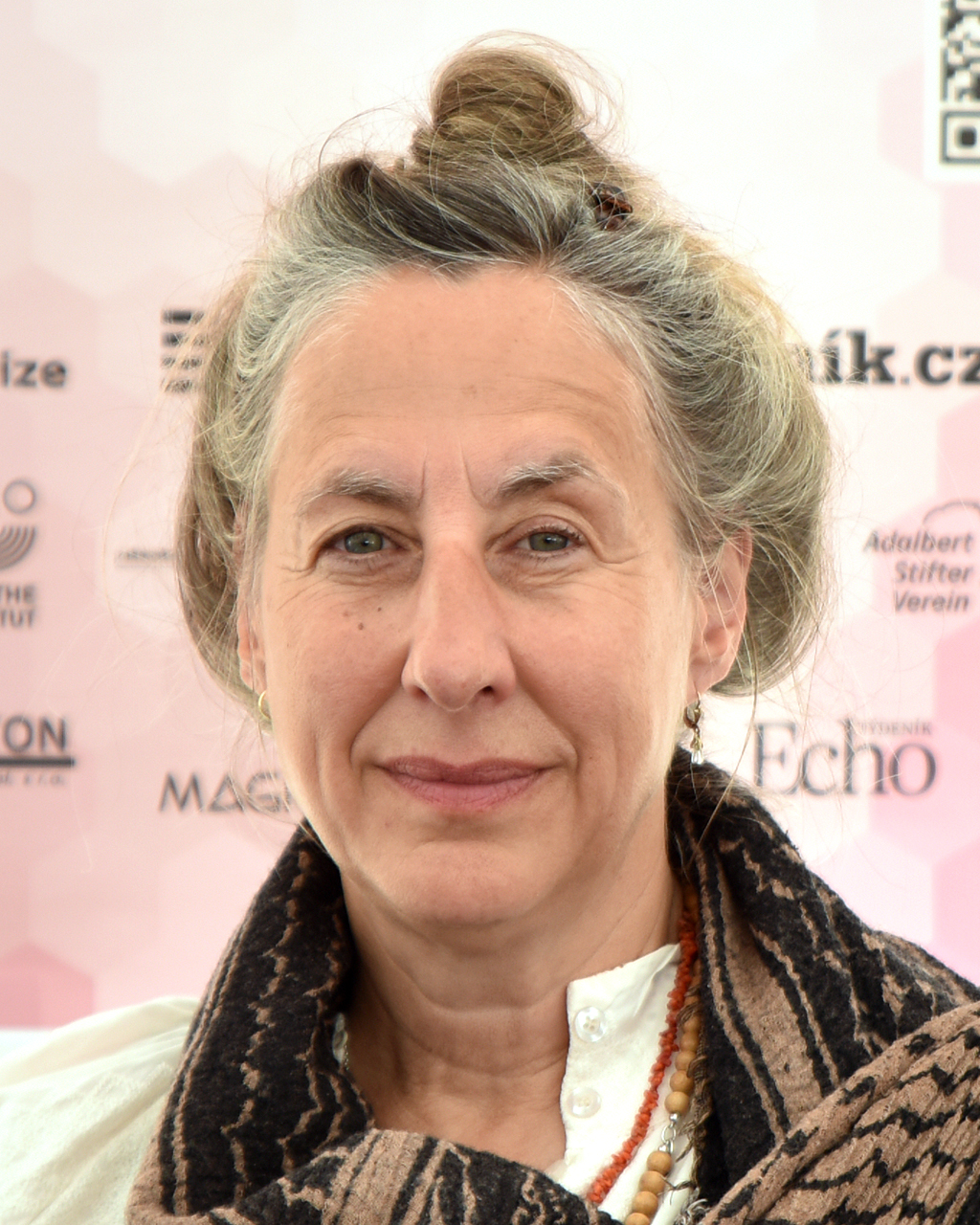
Judith Hermann (* 1970)

- Hermann, Jule (* 2004), deutsche Schauspielerin
- Hermann, Julius (1848–1908), österreichischer Architekt
- Hermann, Julius (1857–1933), deutscher Pädagoge und Amateurentomologe
- Hermann, Jürgen (1927–2018), deutscher Dirigent
- Hermann, Kai (* 1938), deutscher Journalist, Publizist, Autor, Drehbuchautor
- Hermann, Karl (1885–1973), deutscher Politiker (USPD, SPD, SED), MdR
- Hermann, Karl (1886–1933), deutscher Politiker (DDP, WP), MdR
- Hermann, Karl (1888–1961), deutscher Heimatforscher
- Hermann, Karl August (1851–1909), estnischer Sprachwissenschaftler, Journalist und Komponist
- Hermann, Karl Friedrich (1804–1855), deutscher Altertumsforscher
- Hermann, Klaus (* 1972), deutscher Versicherungskaufmann
- Hermann, Laura (* 1987), österreichische Schauspielerin
- Hermann, Lothar (1901–1974), deutsch-jüdischer Holocaust-ÜberlebenderLothar Hermann (1901–1974)

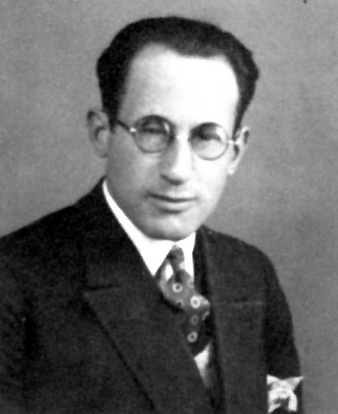
Lothar Hermann (1901–1974)

- Hermann, Ludimar (1838–1914), deutscher Physiologe
- Hermann, Ludwig (1812–1881), deutscher Landschafts- und Marinemaler
- Hermann, Ludwig (1882–1938), deutscher Chemiker und Unternehmer
- Hermann, Manfred (1937–2011), römisch-katholischer Pfarrer und Kunsthistoriker
- Hermann, Margaret G. (* 1938), US-amerikanische Psychologin und Politikwissenschaftlerin
- Hermann, Martin (* 1949), deutscher Mathematiker
- Hermann, Martin (* 1964), deutscher Filmemacher
- Hermann, Martin Bille (* 1968), dänischer Diplomat und Beamter
- Hermann, Matthias (* 1958), deutscher Schriftsteller
- Hermann, Matthias (* 1960), deutscher Musikwissenschaftler und -pädagoge, Dirigent und Komponist
- Hermann, Maurus (1726–1809), deutscher Benediktiner und Abt des Klosters Weißenohe
- Hermann, Maximilian (* 1991), österreichischer Handballspieler
- Hermann, Michael (* 1969), deutscher Historiker und Archivar
- Hermann, Michael (* 1971), Schweizer Geograph und Politikwissenschaftler
- Hermann, Michael-Cornelius (* 1966), deutscher Sozial-, Verwaltungs- und Medienwissenschaftler
- Hermann, Michaela, deutsche Biathletin
- Hermann, Nadja, deutsche Autorin
- Hermann, Natalie (* 1999), deutsche Sportlerin in der Rhythmischen Sportgymnastik
- Hermann, Nicolaus (1818–1888), Schweizer Politiker und Richter, Landammann und Bundesgerichtspräsident
- Hermann, Oliver (* 1960), deutscher Schauspieler, Regisseur und Sprecher
- Hermann, Otto (1878–1933), estnischer Komponist und Dirigent
- Hermann, Pál (* 1902), ungarischer Cellist und Komponist
- Hermann, Paul (1646–1695), deutscher Mediziner und Pflanzensammler
- Hermann, Paul (1809–1862), deutscher Jurist und Politiker
- Hermann, Paulina (1859–1938), wohlhabende Bürgerin von Osijek, Namensgeberin der denkmalgeschützten Villa Mačkamama und einer gleichnamigen Straßenbahnhaltestelle
- Hermann, Peter (* 1952), deutscher Fußballspieler und -trainer
- Hermann, Peter (* 1963), liechtensteinischer Radsportler
- Hermann, Peter (* 1967), US-amerikanischer SchauspielerPeter Hermann (* 1967)

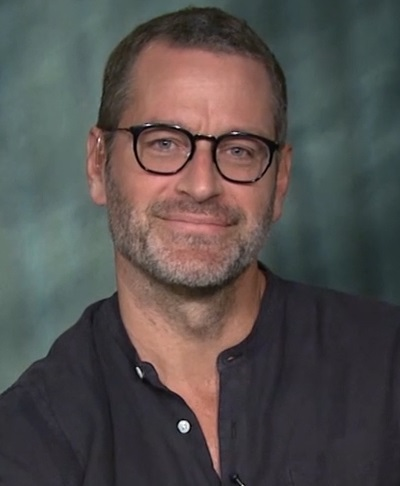
Peter Hermann (* 1967)

- Hermann, Rainer (* 1956), deutscher Journalist
- Hermann, Regine (* 1965), deutsche Opern-, Operetten-, Lied- und Konzertsängerin (Sopran) sowie Ärztin und Stimmbildnerin
- Hermann, Reinhold (1885–1945), deutscher Widerstandskämpfer gegen das Nazi-Regime
- Hermann, Renate (* 1960), deutsche Kommunikationswissenschaftlerin und Journalistin
- Hermann, Robert (1931–2020), US-amerikanischer Mathematiker
- Hermann, Robert Joseph (* 1934), US-amerikanischer Geistlicher, emeritierter Weihbischof in Saint Louis
- Hermann, Robin (* 1980), deutscher Verleger, Germanist und Musiker
- Hermann, Roland (1936–2020), deutscher Opernsänger (Bariton) und Hochschullehrer an der Musikhochschule Karlsruhe
- Hermann, Rolf (* 1973), Schweizer Schriftsteller
- Hermann, Rolf (* 1981), deutscher Handballspieler
- Hermann, Roman (* 1953), liechtensteinischer Radrennfahrer
- Hermann, Rudolf, tschechischer Rennrodler
- Hermann, Rudolf (1887–1962), deutscher evangelischer Theologe und Religionsphilosoph
- Hermann, Rudolf (1904–1991), deutsch-US-amerikanischer Strömungsmechaniker und Luftfahrttechniker
- Hermann, Sigmund (1959–2014), liechtensteinischer Radsportler
- Hermann, Solanus (1909–1950), deutscher Missionsbenediktiner
- Hermann, Stefan (* 1970), deutscher Koch
- Hermann, Stefan (* 1985), österreichischer Politiker (FPÖ)
- Hermann, Sven (* 1974), deutscher Akkordeonist und Komponist
- Hermann, Theodor Karl von (1850–1926), Prälat und Generalsuperintendent von Tübingen und Reutlingen
- Hermann, Thomas (* 1958), deutscher Politiker (SPD)
- Hermann, Till (* 1996), deutscher Handballspieler
- Hermann, Tina (* 1992), deutsche Skeletonsportlerin
- Hermann, Tobias (* 1991), deutscher Biathlet
- Hermann, Uwe (* 1961), deutscher Schriftsteller
- Hermann, Valtin, frühneuzeitlicher Unternehmer
- Hermann, Villi (* 1941), Schweizer Regisseur und Drehbuchautor
- Hermann, Willi (1907–1977), deutscher Komponist von Fasnachtsliedern und Nationalsozialist
- Hermann, Willy (1881–1944), deutscher Konteradmiral der Reichsmarine
- Hermann, Winfried (* 1952), deutscher Politiker (Bündnis 90/Die Grünen), MdL, MdBWinfried Hermann (* 1952)

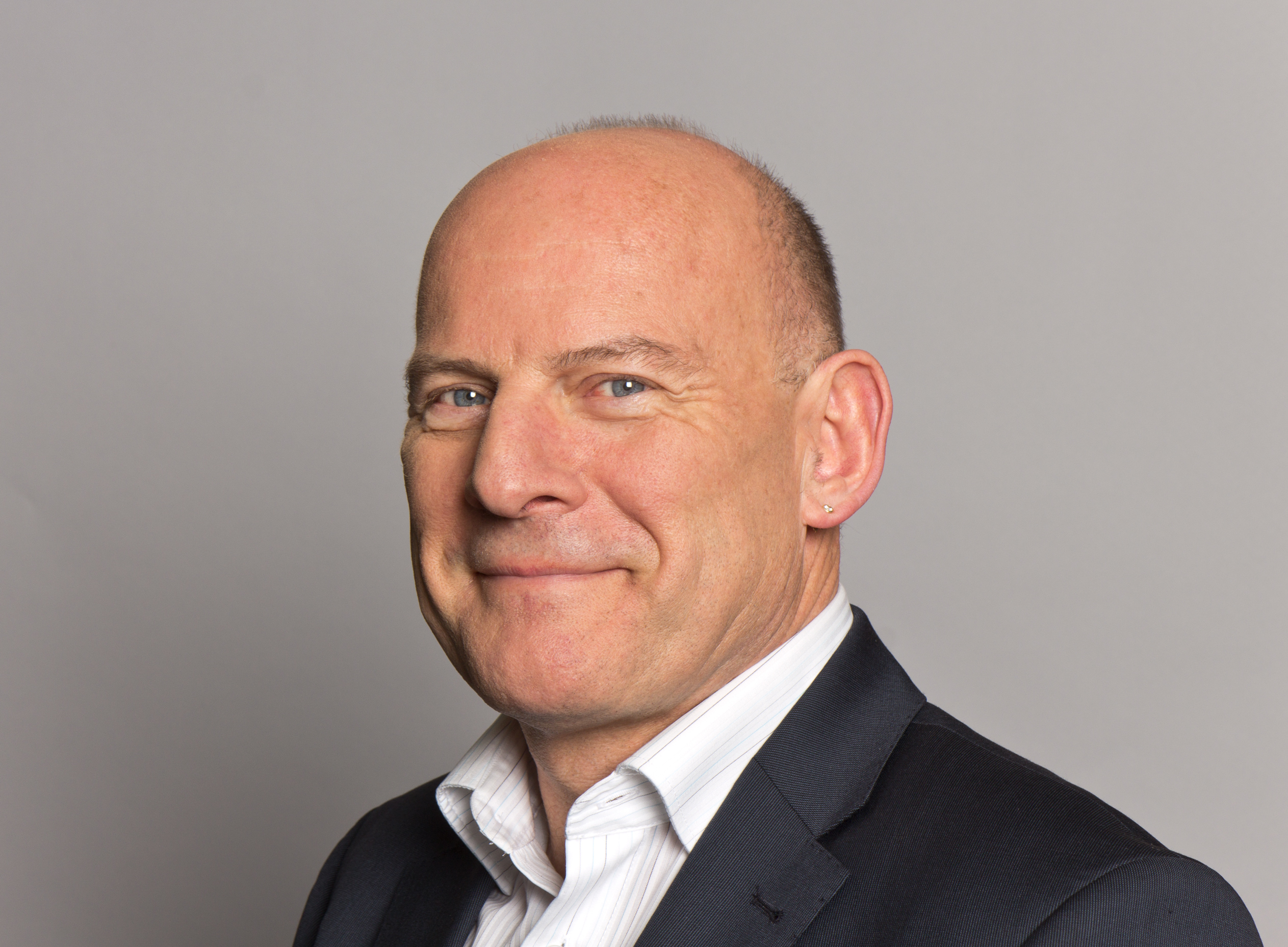
Winfried Hermann (* 1952)

- Hermann, Woldemar (* 1807), deutscher Maler und Architekt
- Hermann, Wolfgang (* 1944), deutscher Politiker (FDP), MdL
- Hermann, Wolfgang (* 1961), österreichischer SchriftstellerWolfgang Hermann (* 1961)

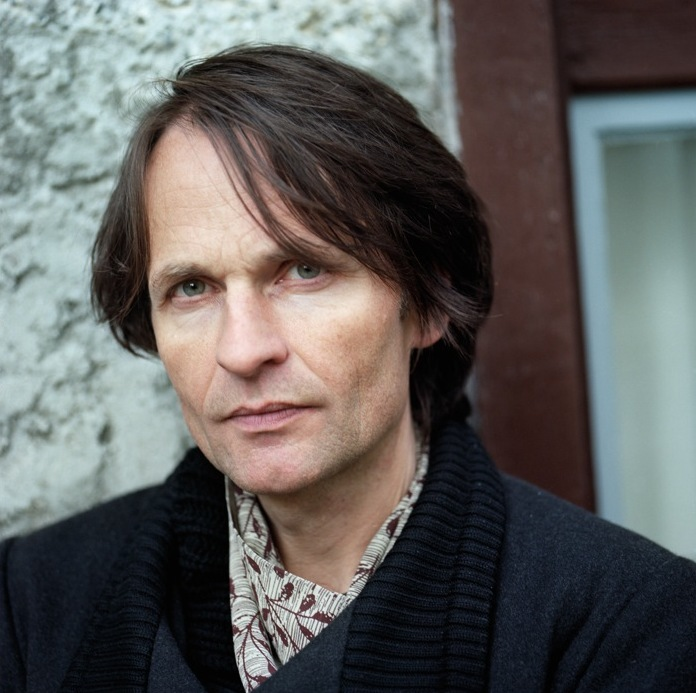
Wolfgang Hermann (* 1961)

###### Hermann-R
- Hermann-Röttgen, Marion (* 1944), deutsche Logopädin

###### Hermanni
- Hermanni, Alfred-Joachim (* 1952), deutscher Film- und Fernsehproduzent
- Hermanni, Friedrich (* 1958), evangelischer Theologe

###### Hermanno
- Hermannová, Barbora (* 1990), tschechische Beachvolleyballspielerin

###### Hermanns
- Hermanns, Doris (* 1961), deutsche Autorin, Publizistin, Übersetzerin und Herausgeberin
- Hermanns, Ernst (1914–2000), deutscher Bildhauer
- Hermanns, Gerhard (1935–2015), deutscher Grafiker und bildender Künstler
- Hermanns, Heinrich (1862–1942), deutscher Lithograf sowie Landschafts- und Architekturmaler der Düsseldorfer Schule
- Hermanns, Hen (* 1953), deutscher Schriftsteller
- Hermanns, Ingo (1971–2025), deutscher Fußballspieler
- Hermanns, Johannes, deutscher Polizeipräsident
- Hermanns, Ludger (* 1950), deutscher Arzt und Psychoanalytiker, Autor, Herausgeber und Archivar
- Hermanns, Manfred (* 1936), deutscher Sozialwissenschaftler
- Hermanns, Monika (* 1959), deutsche Richterin am Bundesgerichtshof und des Bundesverfassungsgerichts
- Hermanns, Norbert (* 1959), deutscher Messe- und Immobilienunternehmer
- Hermanns, Rüdiger (* 1940), deutscher Politiker (CDU), MdL
- Hermanns, Rudolf (1860–1935), deutscher Maler
- Hermanns, Thomas (* 1963), deutscher Moderator, Gründer des Quatsch Comedy ClubsThomas Hermanns (* 1963)

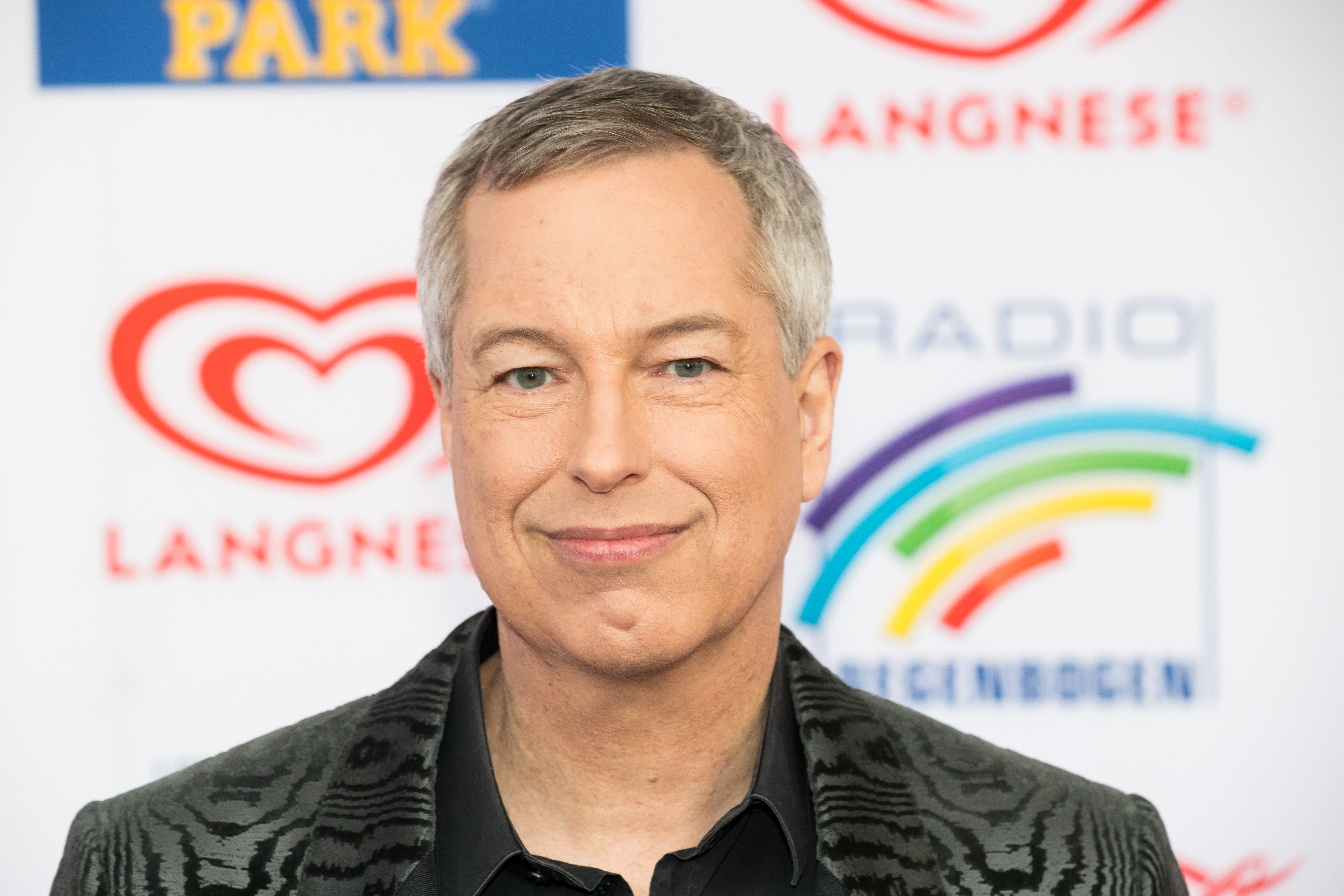
Thomas Hermanns (* 1963)

- Hermanns, Toni (1915–2007), deutscher Architekt
- Hermanns, Will (1885–1958), deutscher Mundartdichter
- Hermannsdorf, Johann Hermann von (1781–1809), österreichischer Offizier
- Hermannsdörfer, Elke (* 1947), deutsche Schriftstellerin
- Hermannsgrün, Thimo von, kursächsischer Beamter

###### Hermannu
- Hermannus Alemannus († 1272), deutscher Übersetzer und Bischof
- Hermannus Colve, Bürgermeister in Brilon
- Hermannus de Hoyshusen, Bürgermeister in Brilon
- Hermannus, Johann Jacob († 1630), reformierter Geistlicher

##### Hermano
- Hermanová, Louise (1916–2013), tschechische Montessori-Pädagogin, Krankenschwester, Reiseleiterin und Gerichtsdolmetscherin, Überlebende der Shoah und Zeitzeugin
- Hermanovskis, Askolds (1912–1967), lettischer Skirennläufer
- Hermanowicz, Józef (1929–2018), polnischer Politiker, Mitglied des Sejm
- Hermanowski, Georg (1918–1993), deutscher Schriftsteller und Übersetzer

##### Hermans
- Hermans, Alfons (1937–2021), belgischer Radsportler
- Hermans, Baldur (1938–2015), deutscher Historiker, Theologe und Pfadfinderfunktionär
- Hermans, Ben (* 1986), belgischer Radrennfahrer
- Hermans, Charles (1839–1924), belgischer Maler von Porträts, Landschaften, Seestücken und Genreszenen
- Hermans, Gustaaf (* 1951), belgischer Radrennfahrer, Weltmeister im Radsport
- Hermans, Hubert (1909–1989), deutscher Jurist, Verwaltungsbeamter und Politiker (CDU), MdL, MdPR
- Hermans, Joseph, belgischer Bogenschütze
- Hermans, Jozef, belgischer Ruderer
- Hermans, Loek (* 1951), niederländischer Politiker der Volkspartij voor Vrijheid en Democratie
- Hermans, Mathieu (* 1963), niederländischer Radrennfahrer
- Hermans, Pierre (* 1953), niederländischer Hockeyspieler
- Hermans, Quinten (* 1995), belgischer Radrennfahrer
- Hermans, Sophie (* 1981), niederländische Politikerin (VVD)
- Hermans, Susanne (1919–2013), deutsche Politikerin (CDU), MdL
- Hermans, Toon (1916–2000), niederländischer Kabarettist, Dichter, Sänger und Maler
- Hermans, Willem Frederik (1921–1995), niederländischer Schriftsteller
- Hermansdorfer, Mariusz (1940–2018), polnischer Kunstkritiker, Kunsthistoriker, Museumsdirektor
- Hermansen, Benjamin (1985–2001), norwegisches Mordopfer
- Hermansen, Henry (1921–1997), norwegischer Biathlet und Langläufer
- Hermansen, Imre Bech (* 2006), norwegischer Fußballspieler
- Hermansen, Mads (* 2000), dänischer FußballspielerMads Hermansen (* 2000)

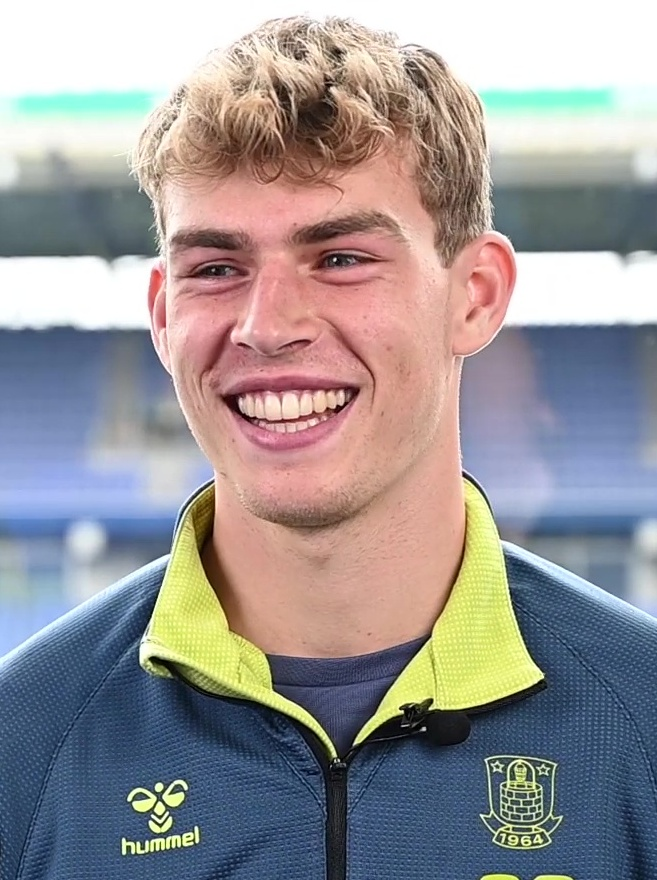
Mads Hermansen (* 2000)

- Hermansen, Martin (* 1976), dänischer Basketballspieler
- Hermansen, Pål (* 1955), norwegischer Maler, Naturfotograf und Autor
- Heřmanský, Bohdan (1900–1974), österreichisch-tschechischer Maler
- Hermanson, Åke (1923–1996), schwedischer Komponist
- Hermanson, Marie (* 1956), schwedische Schriftstellerin und Journalistin
- Hermanspann, Patrick (* 1971), deutscher Schwimmer
- Hermansson, Andreas (* 1973), schwedischer Fußballspieler
- Hermansson, Anna (* 1969), schwedische Biathletin
- Hermansson, Carl-Henrik (1917–2016), schwedischer Politiker (Linkspartei), Mitglied des Riksdag und Autor
- Hermansson, Daniel (* 1982), schwedischer Eishockeyspieler
- Hermansson, Hanna (* 1989), schwedische Leichtathletin
- Hermansson, Kersti (* 1951), schwedische Chemikerin und Hochschullehrerin
- Hermansson-Högdahl, Mia (* 1965), schwedische Handballspielerin und -trainerin

##### Hermant
- Hermant, Abel (1862–1950), französischer Schriftsteller, Journalist und Sprachpurist, Mitglied der Académie française
- Hermant, Jacques (1855–1930), französischer Architekt
- Hermanto, Satrio (* 1984), indonesischer Autorennfahrer

##### Hermanu
- Hermanus, Oliver (* 1983), südafrikanischer Filmregisseur und Drehbuchautor
- Hermanussen, Michael (* 1955), deutscher Pädiater
- Hermanutz, Eduard (1902–1992), deutscher Bildhauer, Maler und Grafiker
- Hermanutz, Ralf (* 1970), deutscher Fußballspieler und Torwarttrainer

#### Hermar
- Hermarchos, epikureischer Philosoph

#### Hermas
- Hermas, frühchristlicher Verfasser einer Prophetie und Apostolischer Vater
- Hermas von Philippi, Jünger Jesu
- Hermaszewski, Mirosław (1941–2022), polnischer Kosmonaut, Pilot und Politiker

### Hermb
- Hermberg, Paul (1855–1915), deutscher Kaufmann, Fabrikbesitzer und Mäzen
- Hermberg, Paul (1888–1969), deutscher Sozial- und Wirtschaftswissenschaftler
- Hermbstädt, Sigismund Friedrich (1760–1833), Apotheker, Chemiker, technischer Schriftsteller, Technologe und „Unternehmensberater“

### Herme
- Hermé, Pierre (* 1961), französischer Konditor, Autor und UnternehmerPierre Hermé (* 1961)

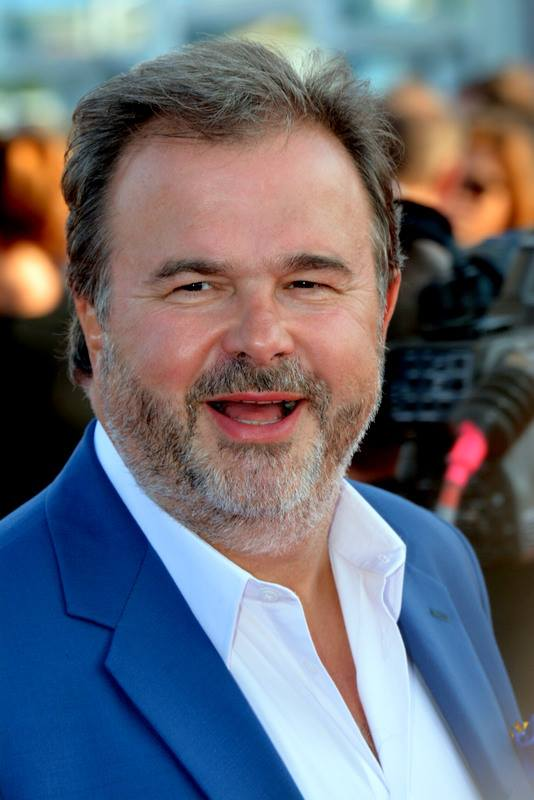
Pierre Hermé (* 1961)

- Hermegis, warnischer Herrscher, Merowinger
- Hermeias († 220 v. Chr.), Hofminister des Antiochos III.
- Hermeias von Alexandria, Neuplatoniker
- Hermeier, Mareike (* 1989), deutsche Politikerin (Die Linke)
- Hermel, Hans-Jürgen (1935–2017), deutscher Fernsehjournalist und Dokumentarfilmer
- Hermel, Lars (* 1970), deutscher Fußballspieler
- Hermelates, Theophilus († 1537), deutscher Gelehrter und Rektor
- Hermelin, Eric (1860–1944), schwedischer Übersetzer und Autor
- Hermelin, Honorine (1886–1977), schwedische Frauenrechtlerin, Pädagogin und Übersetzerin
- Hermelin, Olof (* 1658), schwedischer Beamter, Adliger, Diplomat und Reichs-Historiograph
- Hermelin, Olof (1827–1913), schwedischer Landschaftsmaler, Gelehrter und Schriftsteller
- Hermelin, Paul (* 1952), französischer Manager
- Hermelin, Samuel Gustaf (1744–1820), schwedischer Geologe, Unternehmer und Kartograf
- Hermeling, Gabriel (1833–1904), deutscher Silber- und Goldschmied
- Hermeling, Lothar (* 1964), deutscher Basketballfunktionär
- Hermelink, Heinrich (1877–1958), deutscher evangelischer Kirchenhistoriker
- Hermelink, Jan (* 1958), deutscher evangelischer Theologe
- Hermelink, Siegfried (1914–1975), deutscher Musikwissenschaftler
- Hermenau, Andrea (* 1981), deutsche Jazzmusikerin (Piano, auch Gesang, Komposition)
- Hermenau, Antje (* 1964), deutsche Politikerin (Bündnis 90/Die Grünen); MdL, MdBAntje Hermenau (* 1964)

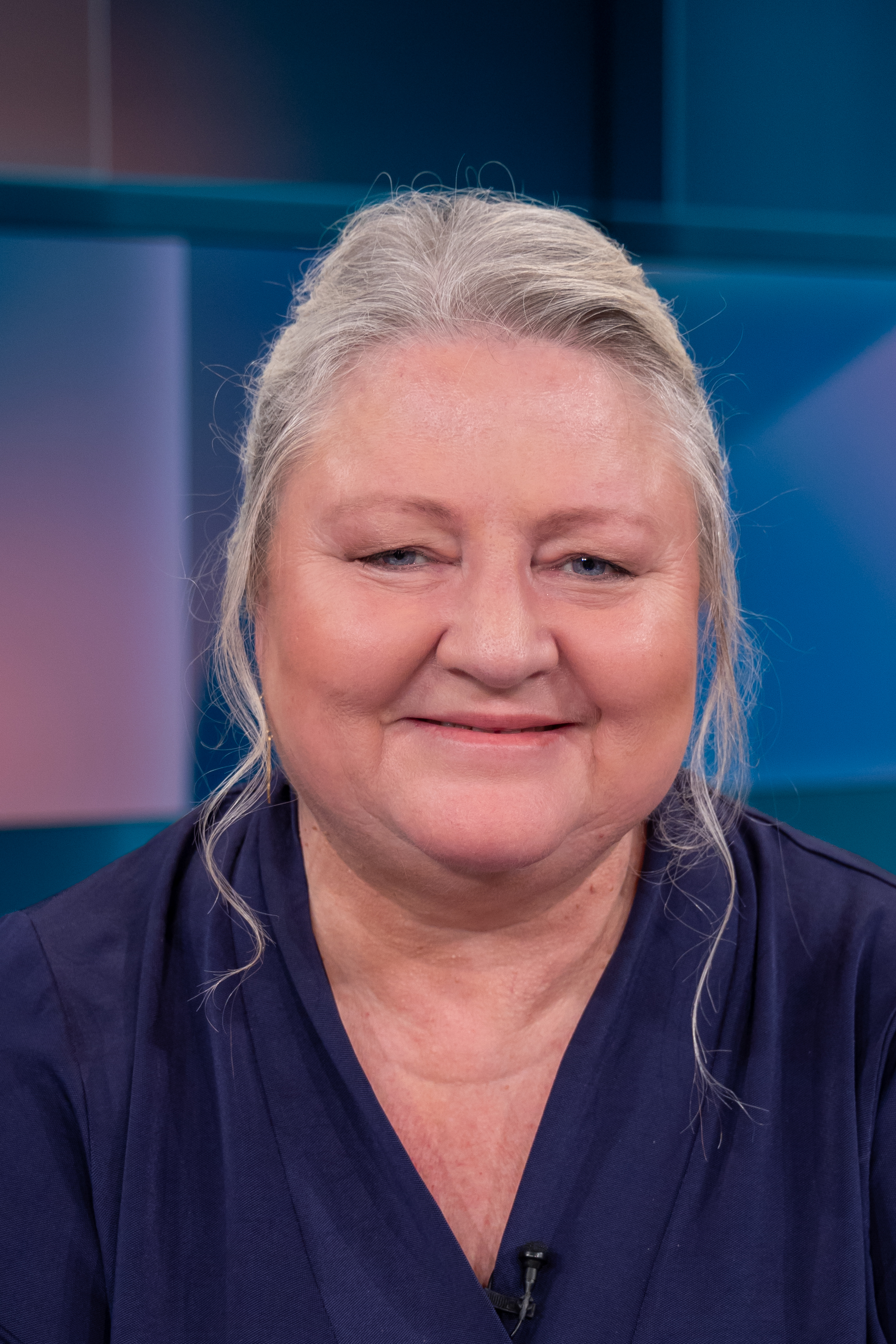
Antje Hermenau (* 1964)

- Hermenau, Cora-Jeanette (* 1957), deutsche Politikerin, Staatssekretärin in Niedersachsen
- Hermenau, Hans (1894–1981), deutscher Theologe
- Hermenegild († 585), westgotischer Königssohn, Heiliger
- Hermenegildo González, Graf von Portugal, Graf von Deza
- Hermenegildo Guterres, Graf von Coimbra, Graf von Portucale, Graf von Tui, Angehöriger des Hochadels
- Hermenegildo, César Augusto (* 1986), brasilianischer Fußballspieler
- Hermens, Ferdinand (1906–1998), deutsch-amerikanischer Politikwissenschaftler und Nationalökonom
- Hermens, Hubertus (1904–1987), niederländischer römisch-katholischer Ordensgeistlicher, Apostolischer Präfekt von Denpasar
- Hermens, Jos (* 1950), niederländischer Langstreckenläufer und Leichtathletik-Manager
- Hermens, Max (* 1997), niederländischer Eishockeyspieler
- Hermentidius Campanus, Sextus, römischer Suffektkonsul (97)
- Hermentin, Ingrid (* 1951), deutsche Künstlerin
- Hermer, Josie (* 2003), deutsche Schauspielerin
- Hermer, Manfred (1915–2010), südafrikanischer Architekt
- Hermerschmidt, Jan (* 1966), deutscher Klarinettist
- Hermes, christlicher Märtyrer und Heiliger
- Hermes von Dalmatien, Jünger Jesu
- Hermes, Andreas (1878–1964), deutscher Staatswissenschaftler und Politiker (Zentrum, CDU), MdRAndreas Hermes (1878–1964)

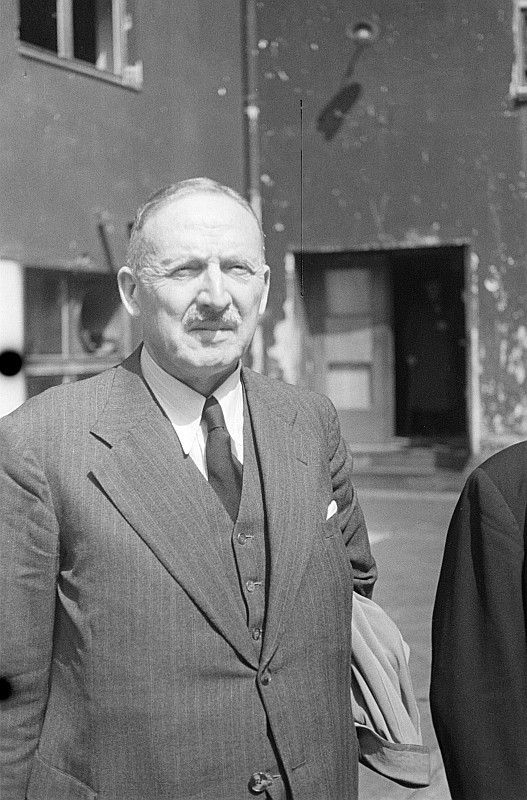
Andreas Hermes (1878–1964)

- Hermes, Bernhard (* 1945), deutscher Fußballspieler
- Hermes, Caris (* 1991), deutsche Jazzmusikerin (Kontrabass, Komposition)
- Hermes, Christian (* 1970), deutscher Theologe, Stadtdekan von Stuttgart und Dompfarrer der Domgemeinde St. EberhardChristian Hermes (* 1970)

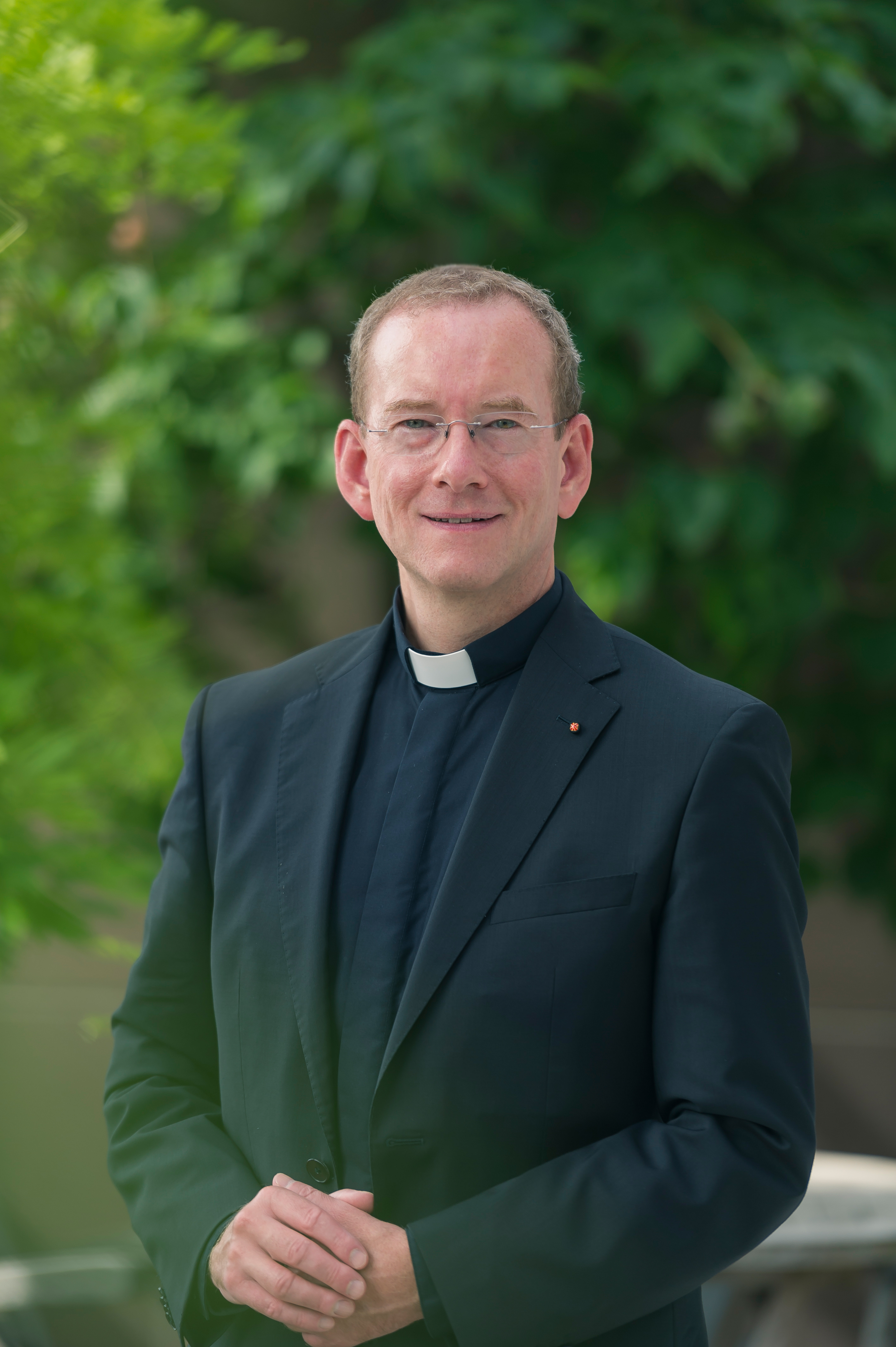
Christian Hermes (* 1970)

- Hermes, Conrad Ludwig Gallus (1728–1784), Bildhauer und Bildstockmeister
- Hermès, Corinne (* 1961), französische Sängerin, Gewinnerin des Grand Prix Eurovision de la Chanson 1983
- Hermès, Erich (1881–1971), Schweizer Dekorationsmaler, Maler, Bildhauer, Grafiker und Plakatkünstler
- Hermes, Georg (1775–1831), deutscher Theologe und Philosoph
- Hermes, Georg (* 1958), deutscher Rechtswissenschaftler
- Hermes, Gerhard (1909–1988), deutscher Pallottinerpater, Schriftleiter und Autor
- Hermes, Gertrud (1872–1942), deutsche Pädagogin und Volkshochschulheimgründerin
- Hermes, Gisela (* 1958), deutsche Sozialpädagogin, Frauen- und Behindertenaktivistin und ehemalige Behindertensportlerin
- Hermes, Hans (1912–2003), deutscher Mathematiker
- Hermes, Heriberto (1933–2018), US-amerikanischer Ordensgeistlicher, römisch-katholischer Prälat von Cristalândia
- Hermes, Hermann Daniel (1734–1807), deutscher evangelischer Theologe
- Hermes, Hugo (1837–1915), deutscher Kaufmann und Politiker (DHP), MdR
- Hermes, Johann August (1736–1822), deutscher Theologe und Kirchenliederdichter
- Hermes, Johann Gustav (1846–1912), deutscher Mathematiker
- Hermes, Johann Timotheus (1738–1821), deutscher Schriftsteller und evangelischer Theologe
- Hermes, Joke (* 1961), niederländische Medien-, Kommunikations- und Politikwissenschaftlerin
- Hermes, Karin (* 1966), schweizerisch-deutsche Choreografin, Tänzerin und Tanzpädagogin
- Hermes, Karl Heinrich (1800–1856), deutscher Journalist und Publizist
- Hermes, Klaus (1932–2020), deutscher Maler und Grafiker
- Hermes, Liesel (1945–2021), deutsche Anglistin, Didaktikerin und Hochschullehrerin
- Hermes, Marina (* 1991), deutsche Fußballspielerin
- Hermes, Niklas (* 1990), deutscher Popmusiker
- Hermes, Oliver (* 1970), deutscher Manager
- Hermes, Otto (1838–1910), deutscher Apotheker, Zoologe und Politiker (FVp, DFP), MdR
- Hermes, Ottomar (1826–1893), deutscher Jurist und evangelischer Kirchenpolitiker
- Hermes, Peter (1922–2015), deutscher DiplomatPeter Hermes (1922–2015)

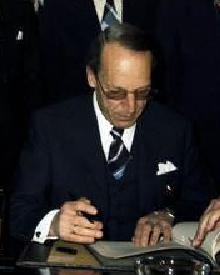
Peter Hermes (1922–2015)

- Hermes, Petra (* 1956), deutsche Juristin
- Hermes, Richard († 1954), niederdeutscher Verleger und Herausgeber
- Hermes, Rudolf (* 1941), deutscher Politiker (CDU), MdL
- Hermes, Tina (* 1982), deutsche Journalistin, Autorin und FernsehmoderatorinTina Hermes (* 1982)

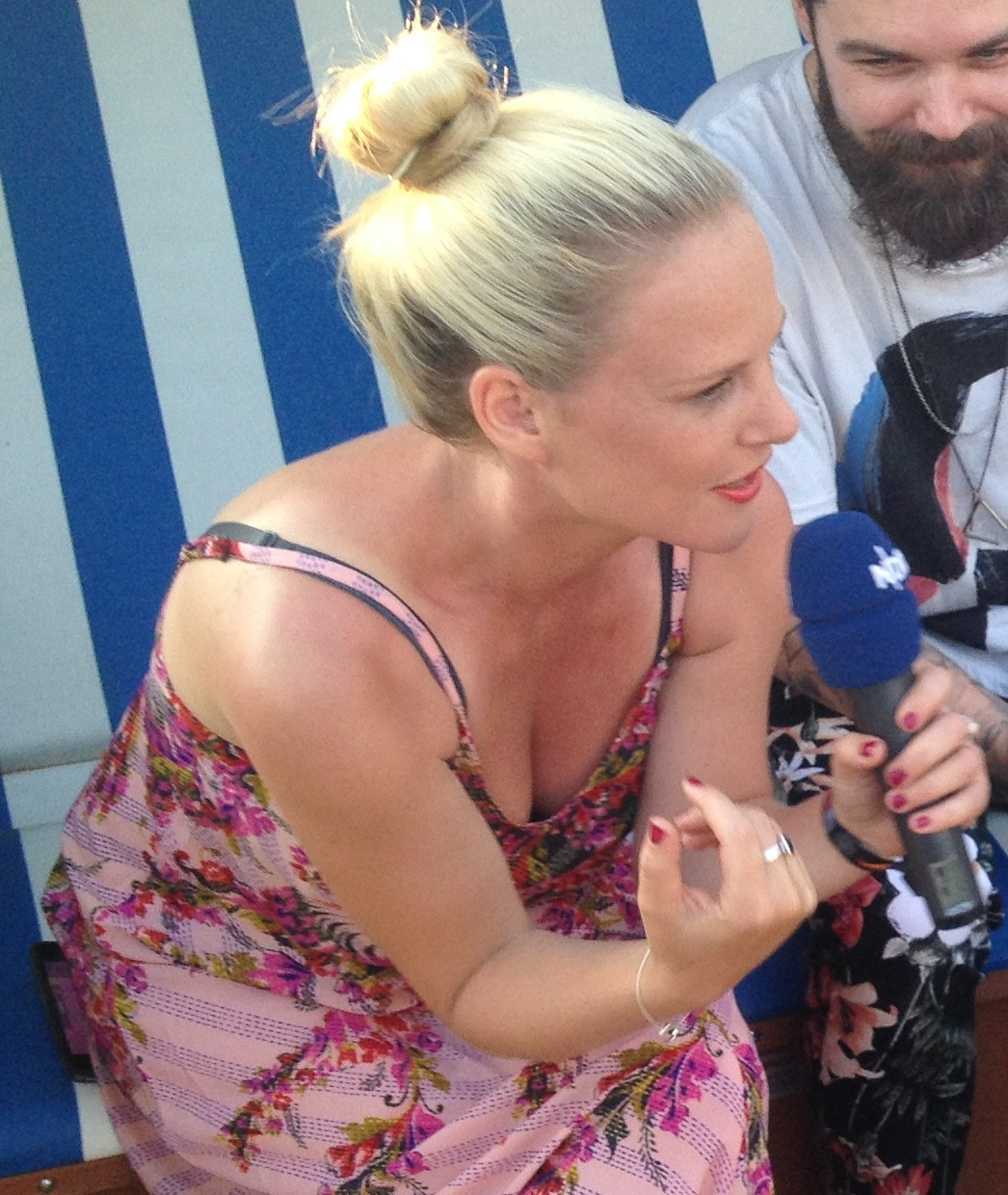
Tina Hermes (* 1982)

- Hermes, Volker (* 1972), deutscher bildender Künstler
- Hermes, Walther (1877–1935), deutscher Theologe
- Hermesdorf, Erich (* 1944), deutscher Fußballspieler
- Hermesdorf, Frans (1854–1904), niederländischer Porträtmaler und Radierer deutscher Abstammung
- Hermesdorf, Herbert (1914–1999), deutscher Politiker (CDU), MdL, MdB
- Hermesdorff, Michael (1833–1885), deutscher Organist und Choralforscher
- Hermesianax, griechischer Dichter

### Hermi
- Hermi, Nourhene (* 1999), tunesischer Sprinter
- Hermia, Manuel (* 1967), belgischer Jazzmusiker (Alt-, Sopran-, Tenorsaxophon, Bansuri, Komposition)
- Hermias, christlicher Apologet
- Hermias, Tyrann von Atarneus und Assos, Kleinasien
- Hermias, Märtyrer und Heiliger
- Hermichen, Rolf (1918–2014), deutscher Jagdflieger
- Hermida Ortega, Daniel (1863–1956), ecuadorianischer Geistlicher, Bischof von Cuenca
- Hermida, Eddie (* 1983), US-amerikanischer Metal-Sänger mit venezolanischen Wurzeln
- Hermida, José Antonio (* 1978), spanischer Radrennfahrer
- Hermida, Tania (* 1968), ecuadorianische Regisseurin und Drehbuchautorin
- Hermie, Fernand (* 1945), belgischer Radrennfahrer
- Hermier, Guy (1940–2001), französischer Politiker, Mitglied der Nationalversammlung
- Hermiersch, Adolph (1827–1903), deutscher Priester und Politiker
- Hermil, Jean (1917–2006), französischer Geistlicher
- Herminafried, Sohn des Königs Bisinus
- Hermine Amelie Marie von Österreich (1817–1842), österreichische Adlige und Äbtissin
- Hermine Reuß ältere Linie (1887–1947), deutsche Prinzessin und die zweite Gemahlin Wilhelms II.Hermine Reuß ältere Linie (1887–1947)

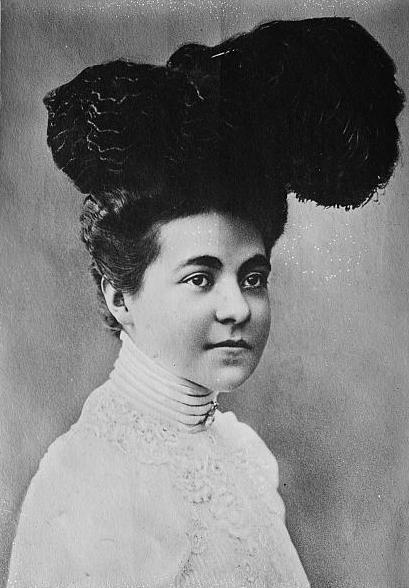
Hermine Reuß ältere Linie (1887–1947)

- Hermine von Anhalt-Bernburg-Schaumburg-Hoym (1797–1817), Erzherzogin von Österreich
- Hermine zu Waldeck und Pyrmont (1827–1910), deutsche Prinzessin, durch Heirat Fürstin zu Schaumburg-Lippe
- Herminghaus, Emil (1837–1921), deutscher Unternehmer
- Herminghaus, Helmut (1928–2020), deutscher Experimentalphysiker und langjähriger Leiter der Arbeitsgruppe Beschleuniger am Institut für Kernphysik Mainz
- Herminghaus, Stephan (* 1959), deutscher Physiker
- Herminie, Patrick (* 1963), seychellischer Politiker
- Herminius, Titus, römischer Konsul 506 v. Chr.
- Herminjard, Aimé-Louis (1817–1900), Schweizer evangelischer Geistlicher, Paläograf und Hochschullehrer
- Herminos, Philosoph der Antike
- Hermione von Ephesos, christliche Jungfrau, Märtyrin und Heilige
- Hermios, Remios, Irojilaplap (Oberhäuptling) der Marshallinseln
- Hermippos, griechischer Komödiendichter und Zeitgenosse des Aristophanes
- Hermippos, griechischer Biograph und Philosoph
- Hermisson, Hans-Jürgen (* 1933), deutscher evangelischer Theologe und Hochschullehrer
- Hermisson, Joachim (* 1968), deutscher Mathematiker
- Hermitage, Robbyn (* 1970), kanadische Badmintonspielerin
- Hermite, Charles (1822–1901), französischer MathematikerCharles Hermite (1822–1901)

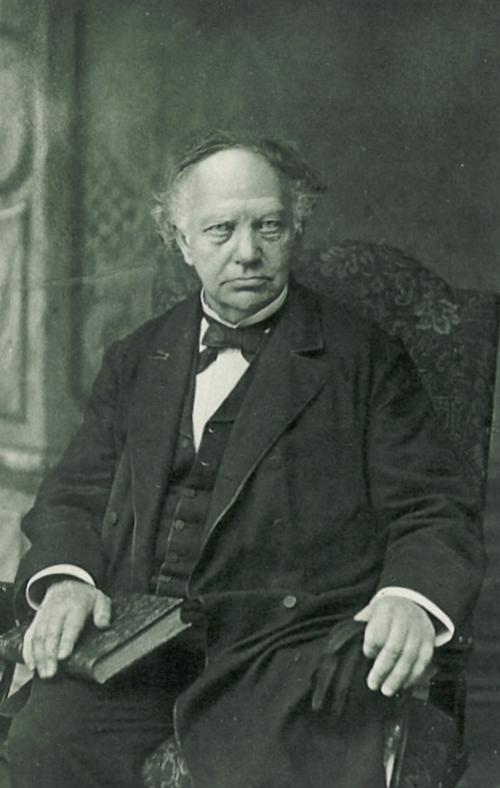
Charles Hermite (1822–1901)

- Hermitte, Enrique (1871–1955), argentinischer Ingenieur und Geologe

### Hermj
- Hermjantschuk, Ihar (1961–2002), belarussischer oppositioneller Politiker und Journalist

### Hermk
- Hermkes, Bernhard (1903–1995), deutscher Architekt und Städtebauplaner, Hochschullehrer

### Herml
- Hermle, Siegfried (* 1955), deutscher evangelischer Kirchenhistoriker
- Hermlin, Andrej (* 1965), deutscher Pianist und BandleaderAndrej Hermlin (* 1965)

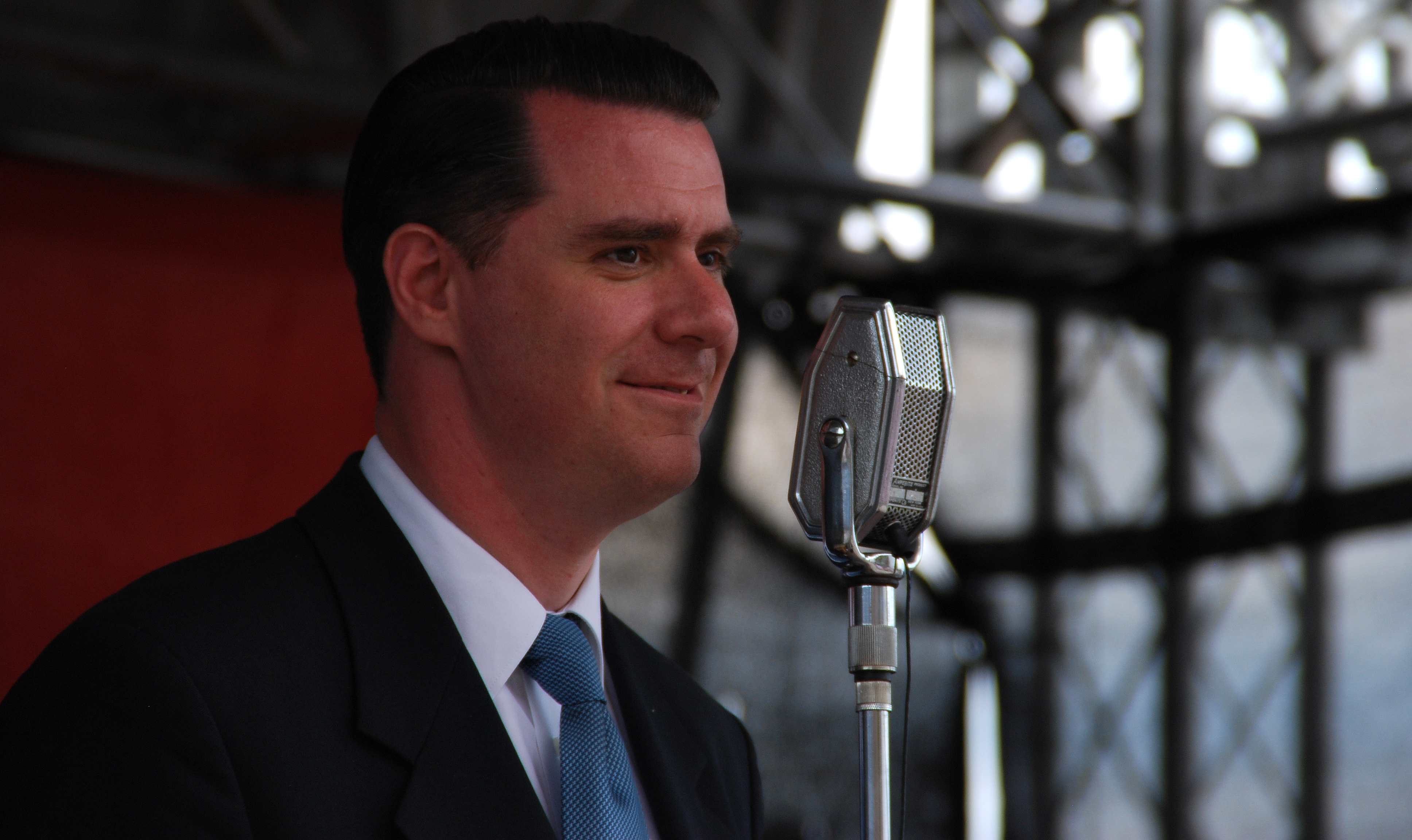
Andrej Hermlin (* 1965)

- Hermlin, Stephan (1915–1997), deutscher Schriftsteller und Übersetzer französischer Texte

### Hermo
- Hermodoros von Ephesos, Rechtsgelehrter
- Hermodoros von Salamis, griechischer Architekt
- Hermodoros von Syrakus, griechischer Philosoph
- Hermogenes, attischer Töpfer
- Hermogenes, gnostischer Lehrer
- Hermogenes, griechischer Architekt
- Hermogenes, griechischer Koroplast
- Hermogenes, griechischer Philosoph
- Hermogenes, neutestamentarische Person
- Hermogenes, spätantiker Steinmetz
- Hermogenes (1858–1918), russisch-orthodoxer GeistlicherHermogenes (1858–1918)

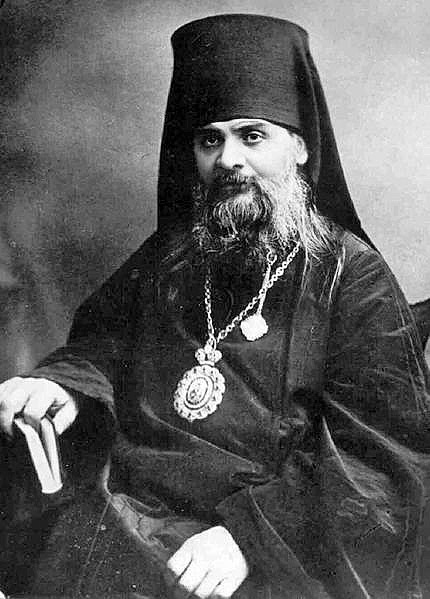
Hermogenes (1858–1918)

- Hermogenes von Tarsos, griechischer Rhetor
- Hermogenian, römischer Jurist
- Hermogenus von Moskau († 1612), Patriarch von Moskau und der ganzen Rus (1606–1612)
- Hermokrates, attischer Töpfer
- Hermokrates, griechischer Koroplast
- Hermokrates († 407 v. Chr.), syrakusanischer Staatsmann und General
- Hermokreon, Archon von Athen
- Hermolaos († 327 v. Chr.), Page Alexanders des Großen
- Hermon, Bischof von Jerusalem
- Hermonax, griechischer Vasenmaler des attisch-rotfigurigen Stils
- Hermosa, Juan Fernando (1976–1996), ecuadorianischer Serienmörder
- Hermosilla, Jirza, chilenische Biathletin
- Hermosilla, Marcos (* 1986), argentinischer Biathlet
- Hermosillo, Carlos (* 1964), mexikanischer Fußballspieler
- Hermosillo, Danube (* 1992), US-amerikanische Schauspielerin
- Hermosillo, Jaime Humberto (1942–2020), mexikanischer Filmregisseur, Filmproduzent, Drehbuchautor und Hochschullehrer
- Hermoso Rojas, Manuel Antonio (1935–2025), spanischer Politiker
- Hermoso, Jennifer (* 1990), spanische FußballspielerinJennifer Hermoso (* 1990)

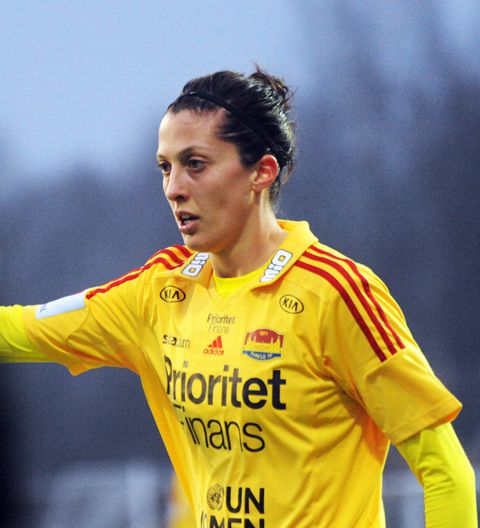
Jennifer Hermoso (* 1990)

- Hermoso, Mario (* 1995), spanischer Fußballspieler
- Hermoso, Ximena (* 1991), mexikanische Tennisspielerin
- Hermotimos, griechischer Eunuch
- Hermoza, Edivaldo (* 1985), bolivianischer Fußballtorhüter

### Hermr
- Hermreck, Paul (* 1956), deutscher Politiker (CDU)

### Herms
- Herms, Eilert (* 1940), evangelischer Theologe
- Herms, Hänse (1898–1973), deutsche Gärtnermeisterin
- Herms, Milan (* 2002), Schauspieler
- Herms, Ralf (* 1973), deutscher Designer und Autor sowie Herausgeber eines Design-Magazins
- Herms, René (1982–2009), deutscher Mittelstreckenläufer und Olympiateilnehmer
- Herms, Uwe (1937–2023), deutscher Schriftsteller
- Hermsdorf, Dieter (1961–2021), deutscher Komponist und Musikwissenschaftler
- Hermsdorf, Erich (* 1902), deutscher Fußballspieler
- Hermsdorf, Hans (1914–2001), deutscher Politiker (SPD), MdB
- Hermsdorf, Klaus (1929–2006), deutscher Germanist und Hochschullehrer
- Hermsdorf, Rudolf (* 1926), deutscher Fußballspieler
- Hermsdorf, Stephan, sächsischer Bildschnitzer und Bildhauer
- Hermsdorf, Uwe (* 1957), deutscher Fußballspieler
- Hermsdorfer, Thomas (1967–2019), deutscher Politiker (CDU); MdL
- Hermsen, Ernst (* 1883), Richter und Senatspräsident des Sondergerichts Hamm
- Hermstad, Arild (* 1966), norwegischer Politiker
- Hermstedt, Johann Simon (1778–1846), deutscher Musiker und Kapellmeister
- Hermstein, Rudolf (* 1940), deutscher Übersetzer

### Hermu
- Hermus, Antony (* 1973), niederländischer Dirigent
- Hermus, Rainer (* 1947), deutscher Fußballspieler
- Hermus, Randee (* 1979), kanadische Fußballspielerin
- Hermuth, Svenja (* 1981), deutsche Schauspielerin und Hörspielsprecherin